# Сан-Паулу
Сан-Па́улу (порт. São Paulo, МФА (порт.): [sɐ̃w ˈpawlu]) — город на юго-востоке Бразилии, столица одноимённого штата. Самый населённый город в пределах страны, континента, португалоязычного сообщества и всего Южного полушария. Расположен в долине реки Тиете, в 70 км от побережья Атлантического океана.
Город носит имя апостола Павла, в день памяти которого он был основан иезуитами на месте индейского поселения 25 января (в День святого Павла) в 1554 году.
Площадь города составляет 1523 км², а население — 11,3 млн человек (по данным IBGE на 2011 год), что делает его третьим по численности населения городом в Западном полушарии.
Архитектурный образ города создан смешением самых разных эпох и стилей. В Сан-Паулу сохранилось множество старинных зданий, музеев и церквей. В то же время Сан-Паулу — один из самых современных городов, основная его часть застроена небоскрёбами из стекла и металла (как, например, авенида Паулиста), включая 11-й по высоте небоскрёб Бразилии — Миранти-ду-Вали. Подобное соседство стилей не выглядит надуманным и чужеродным — наоборот, древняя церковь может гармонично смотреться на фоне самого современного здания.
Девиз на гербе: лат. NON DVCOR DVCO — «Не мной управляют, а я управляю».

## История

### Основание города
Поселение Сан-Паулу (тогда Сан-Паулу-дус-Кампус-де-Пиратининга) основано 25 января 1554 года группой иезуитов-миссионеров под руководством Мануэла да Нобреги и Жозе ди Аншиеты. Они установили на этом месте миссию под названием Колежиу-ди-Сан-Паоло-де-Пиратининга (порт. Colégio de São Paulo de Piratininga) с целью обращения индейцев тупи-гуарани в католичество. Поселение было расположено у подножия горной цепи Серра-ду-Мар у реки Тиете, с видом на залив, где был построен портовый город Сантус, в естественном проходе от юго-восточного побережья к обширному и плодородному плато на западе, что впоследствии стало штатом Сан-Паулу.
В течение XVII и XVIII веков группы исследователей, что назвали себя бандейрантами, пересекали леса и новые территории Южной Америки в поисках золота, алмазов, других природных богатств и рабов. Считается, что именно они прежде всего отвечали как за территориальное расширение Бразилии западнее Тордесильясской линии, так и за открытие многих месторождений драгоценных металлов и камней. В городе сейчас существует несколько памятников в ознаменование их вклада в развитие города, в частности Монументу-ас-Бандейрас, одно из известных достопримечательностей Сан-Паулу.
Сан-Паулу официально получил статус города в 1711 году. В XIX веке город вступил в период экономического процветания, главным образом благодаря экспорту кофе, что отправлялся за границу из соседнего города Сантус. После 1881 года в штат и города началась иммиграция из Италии, Португалии, Испании, Германии и других стран, переселенцев привлекали новые земли и работа на огромных кофейных плантациях штата. В начале XX века доходы от экспорта кофе резко упали, прежде всего из-за мирового экономического кризиса и падения цен. В результате поток инвестиций местных предпринимателей был направлен на развитие промышленности Сан-Паулу, привлекая новые волны иммигрантов в город, преимущественно из Италии. В дополнение к европейцам, в первой половине XX века в город в большом количестве иммигрировали японцы и арабы. В течение XX века процветающая экономика города также привлекла огромное число переселенцев из бедных регионов Бразилии, особенно с Северо-Востока.

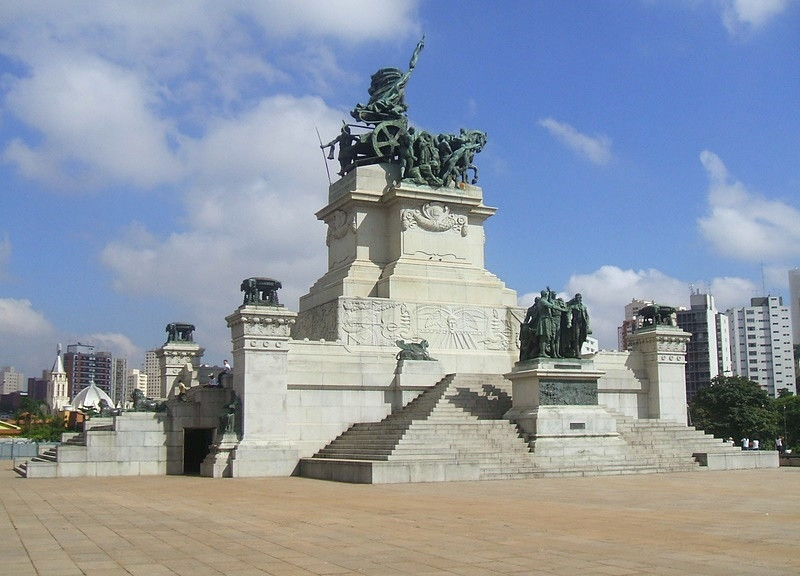
Памятник Независимости

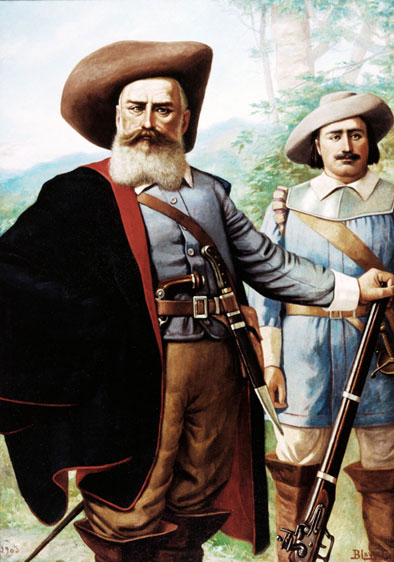
Домингус Жоржи Велью, известный бандейрант.

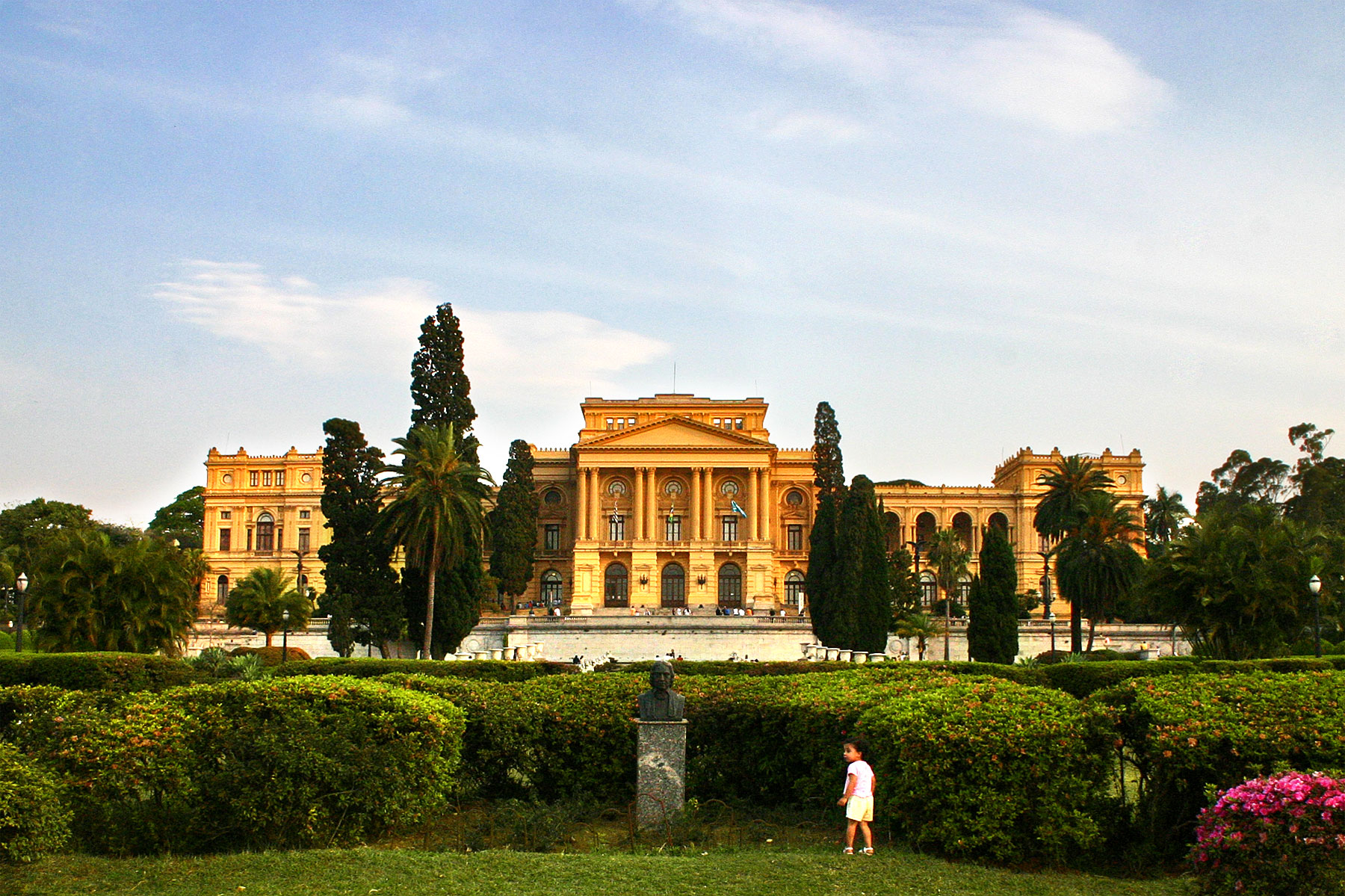
Музей Паулиста в Сан-Паулу, построенный на месте, где в 1822 году была провозглашена независимость Бразилии.

Однако, в конце XX века, из-за конкуренции с другими городами Бразилии, иногда предлагавшими лучшие налоговые условия для промышленных компаний, главная хозяйственная деятельность Сан-Паулу постепенно оставила свою промышленную направленность в пользу сферы услуг. Сейчас в городе расположены офисы большого ряда местных и международных банков, юридических компаний, многопрофильных транснациональных компаний и корпораций, предлагающих различные услуги.
Другая важная историческая веха — основание Юридической школы Ларго-Сан-Франсиску (сейчас факультет Университета Сан-Паулу), которая была одним из трёх первых академических учреждений в Бразилии вместе с Юридической школой в Ресифи и Федеральным Университетом штата Амазонас. Это учебное заведение, основанное по императорскому декрету 1 марта 1828 года, сначала было открыто в помещении монастыря, вскоре после основания Бразильской империи, из-за увеличения потребности в адвокатах и политиках. Поскольку богатые бразильцы часто отправлялись в Европу в поисках образования, особенно юридического, император Педру I решил, что необходимо создать национальную юридическую школу. Она начала привлекать студентов со всей страны, что стало важным фактором создания богемной элиты города.
Несмотря на некоторые экономические проблемы, Сан-Паулу остаётся крупнейшим деловым центром Латинской Америки. Огромный рынок агломерации (более 20 млн жителей) привлекает иностранные компании. Благодаря культурным событиям, таким как Международная биеннале искусства (Bienal International de Arte), город получил репутацию культурного центра, прежде всего музыки и искусств. Экономический рост и экспорт постепенно снижают уровень безработицы в городе, печально известная местная преступность также быстро снижается. Развитие города происходит во многих районах, исторический центр привлекает государственные учреждения и частные университеты, а бизнес-структуры движутся к новым районам, таких как Итаин Биби, Вила Олимпия и Беррини. Благодаря деловым визитам город сейчас привлекает больше посетителей, чем Рио-де-Жанейро, основной конкурент Сан-Паулу в течение последнего столетия.

## География

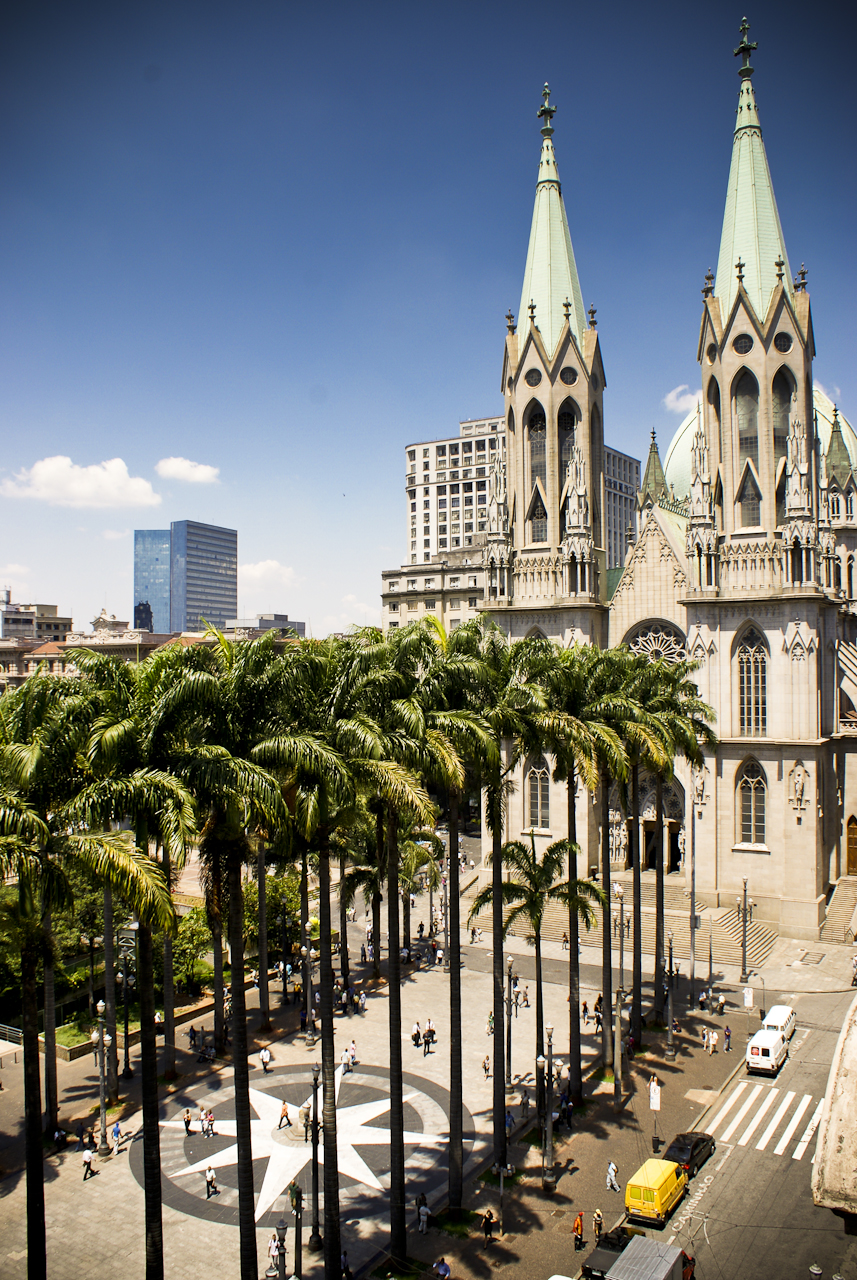
Собор Сан-Паулу, построенный в середине XX века, одно из нескольких современных зданий в мире в готическом стиле.

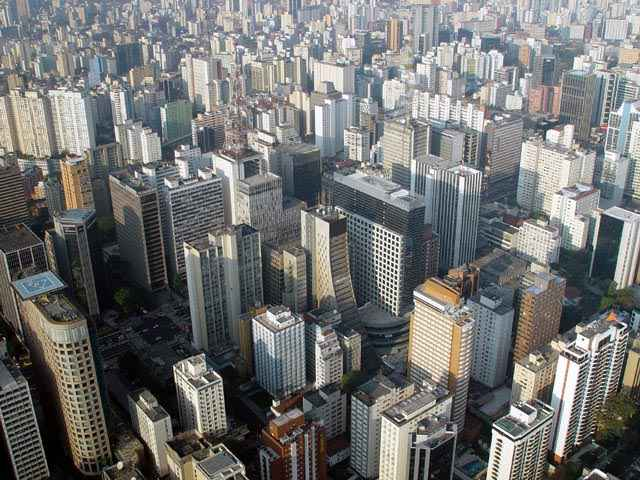
Старый центр города Сан-Паулу.

### Расположение
Сан-Паулу расположен на плато, которое является частью Серра-ду-Мар (порт. Serra do Mar, морская гряда),
что в свою очередь — часть большого региона, известного как Бразильское нагорье. Высота плато над уровнем моря — 800 м, хотя от Атлантического океана оно находится всего лишь в 70 км. Примечательным фактом является то, что город пересекает Тропик Козерога. Высшая точка города — гора Жарагуа, являющаяся и высочайшей вершиной всего штата, и хребта Серра-да-Кантарейра. Район тектонически очень устойчив, никакой сейсмической активности здесь не наблюдается.
Река Тиете некогда была основным источником пресной воды города и местом отдыха его жителей. Однако в течение второй половины XX века река была загрязнена сточными водами промышленных предприятий, как и её приток река Пиньейрус. Сейчас проводится активная программа очистки обеих рек, финансируемая международными банками развития, такими как Японский Банк Международного Сотрудничества. В пределах города нет судоходных рек, однако водный транспорт становится на реке Тиете все более важным, особенно далее по течению в южном направлении, и у реки Парана, поскольку Тиете — часть бассейна Ла-Платы.
У города нет естественных озёр, но существуют два водохранилища, Гуарапиранга и Биллингс, используемые для получения электроэнергии, сохранения пресной воды и отдыха жителей города. Первоначальная флора состояла из большого разнообразия широколиственных вечнозелёных растений. В городе много завезённых растений, поскольку мягкий климат и обилие осадков позволяют выращивать большинство видов растений тропического, субтропического и умеренного поясов, например, очень распространены насаждения эвкалипта.

### Климат
Сан-Паулу имеет переходный горный климат от субэкваториальному к тропическому, с сезоном дождей с декабря по февраль и сухим сезоном — остальную часть года. Вместе с тем температура в сезон дождей редко достигает 30 °C, а сухой сезон характерен тёплыми днями и прохладными ночами. Несмотря на то, что Сан-Паулу находится в низких широтах (почти точно на широте тропика Козерога), при вторжениях холодных воздушных масс с юга возможны серьёзные похолодания, и даже была снежная буря (она была зафиксирована официально всего один раз, 25 июня 1918 года). Дожди довольно сильные, особенно в тёплые месяцы, а в июле и августе их практически не бывает. Ни Сан-Паулу, ни прилегающее к нему морское побережье никогда не подвергались ударам тропических циклонов, и здесь практически никогда не бывает смерчей. В последнее время август, несмотря на то, что это здесь зимний месяц, сухой и жаркий — температура порой достигает 28 °C. Этот феномен называется «veranico» (с порт. — «маленькое лето»).
| Показатель                             | Янв. | Фев. | Март | Апр. | Май  | Июнь | Июль | Авг. | Сен. | Окт. | Нояб. | Дек. | Год  |
| -------------------------------------- | ---- | ---- | ---- | ---- | ---- | ---- | ---- | ---- | ---- | ---- | ----- | ---- | ---- |
| Абсолютный максимум, °C                | 33   | 37   | 38   | 32   | 29   | 28   | 28   | 33   | 35   | 34   | 35    | 32   | 38   |
| Средний суточный максимум, °C          | 27,1 | 28,2 | 27,8 | 25,9 | 22,9 | 23,0 | 22,4 | 24,0 | 24,4 | 25,3 | 25,9  | 26,7 | 25,3 |
| Средняя температура, °C                | 22,8 | 23,1 | 22,4 | 20,9 | 18,3 | 17,2 | 16,6 | 17,7 | 18,0 | 19,7 | 20,9  | 21,9 | 20,0 |
| Средний суточный минимум, °C           | 20,0 | 20,2 | 20,0 | 18,6 | 15,5 | 14,5 | 13,7 | 14,3 | 15,2 | 16,5 | 17,8  | 18,9 | 17,1 |
| Абсолютный минимум, °C                 | 12   | 13   | 12   | 8    | 2    | 2    | 2    | 3    | 3    | 7    | 10    | 12   | 2    |
| Норма осадков, мм                      | 226  | 213  | 163  | 68   | 64   | 50   | 31   | 29   | 71   | 92   | 108   | 172  | 1285 |
| Источник: Погода и Климат, Weatherbase |      |      |      |      |      |      |      |      |      |      |       |      |      |

### Агломерация

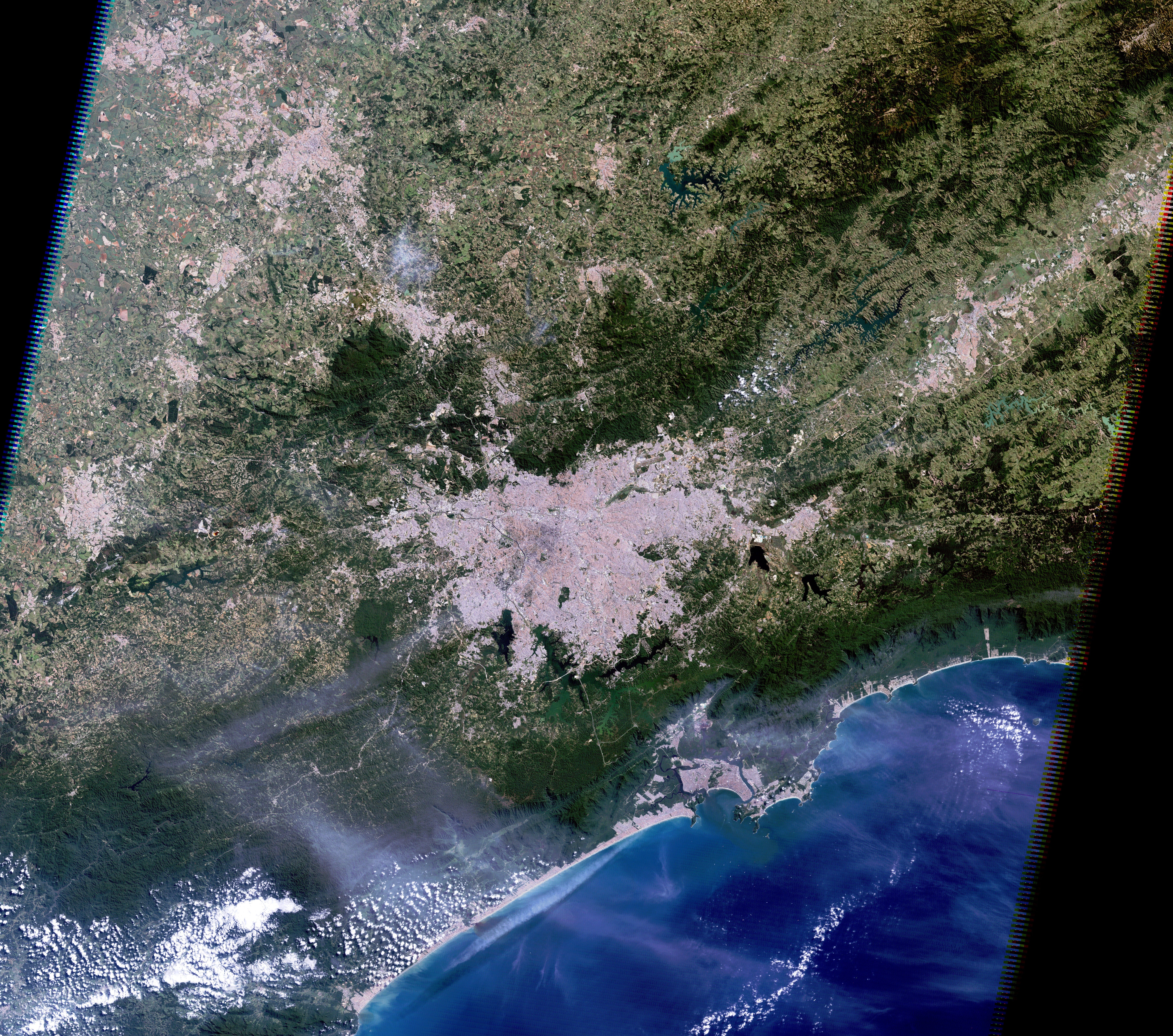
Спутниковый снимок Сан-Паулу (в центре изображения), LandSat-5, 18-04-2010

Сан-Паулу официально является частью большой агломерации, называемой «Grande São Paulo» («Большой Сан-Паулу»). Агломерация включает в себя 39 муниципалитетов с населением более 19 млн жителей (на 2005 год, данные IBGE).
Поскольку Сан-Паулу раскинулся слишком широко, существует два способа определения его агломерации. По его «Общей статистичной зоне» (Complexo Metropolitano Expandido) это второй по величине город в мире с 29 млн жителей. Более узкое определение рассматривает Большой Сан-Паулу (Região Metropolitana de São Paulo) как территорию, которая не включает Кампинас, Байшада-Сантиста и другие соседние области; на этой территории проживает около 19,7 млн чел (по состоянию на 2006 год), что делает её пятой по размеру агломерацией в мире.

### Районы города

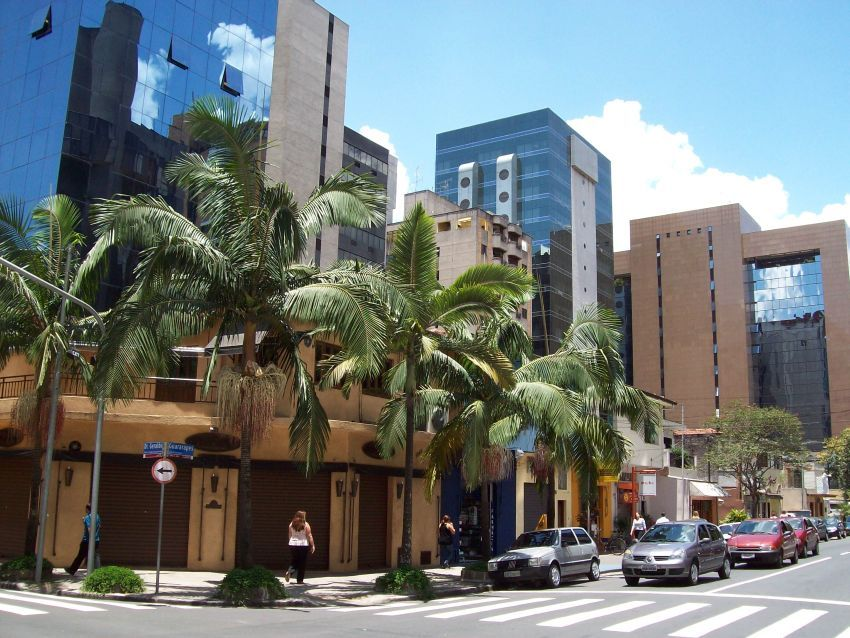
Сан-Паулу

Город Сан-Паулу делится на 31 городской район, называемые субпрефектурами (subprefeituras). Каждая субпрефектура делится на несколько округов (в большинстве случаев, два или три). Субпрефектура с наибольшим числом районов — Се (порт. Subprefeitura da Sé), находящаяся в историческом и деловом центре, который имеет восемь округов. Вместе с административным делением существует и географическое радиальное разделение, установленное в 2007 году мэром Жилберту Кассабом. Город таким образом делится на десять регионов (исторический центр, расширенный центр, север, юг, восток, запад, северо-восток, северо-запад, юго-восток и юго-запад), каждый имеет характерный цвет автобусов и уличных табличек. Это деление не имеет никакого отношения к субпрефектурам и районам, и, в некоторых случаях, один и тот же район может находиться в двух или более географических регионах. Район, где находится руководство субпрефектуры, получает то же название, что и супрефектура, за исключением М’Бой-Мирим.

## Демография
| 1872        | 1890        | 1900        | 1920        | 1940        | 1950        | 1960        | 1970        | 1980        | 1991       | 1996       | 2000        |
| ----------- | ----------- | ----------- | ----------- | ----------- | ----------- | ----------- | ----------- | ----------- | ---------- | ---------- | ----------- |
| 31 385      | ↗64 934     | ↗239 820    | ↗579 033    | ↗1 326 261  | ↗2 199 096  | ↗3 781 446  | ↗5 924 615  | ↗8 493 226  | ↗9 646 185 | ↗9 800 000 | ↗10 434 252 |
| 2007        | 2010        | 2011[…]     | 2014        | 2015        | 2017        | 2020        | 2021        | 2022        |            |            |             |
| ↗10 886 534 | ↗11 253 503 | ↗11 316 149 | ↗11 895 893 | ↗11 967 825 | ↗12 106 920 | ↗12 325 232 | ↗12 396 372 | ↘11 451 999 |            |            |             |

### Этническое разнообразие и численность населения
Сан-Паулу имеет наибольшее этническое разнообразие жителей из всех городов Бразилии. После запрета работорговли в Бразилии в 1850 году землевладельцы штата начали заменять африканскую трудовую силу для работы на кофейных плантациях иммигрантами. Эту практику начал сенатор Николау Вергуейру (Nicolau Vergueiro), который привлекал из Европы немцев, швейцарцев и португальцев для работы на своих плантациях.
После отмены рабства в 1888 году в Сан-Паулу стали прибывать большие количества иммигрантов, большинство из которых были выходцами из Италии. В 1897 году итальянцы составляли около половины населения. Португальцы, испанцы, немцы, евреи и арабы также прибывали в значительных количествах. С 1908 до 1950 года также прибыло много японских иммигрантов.
Как и во всей Бразилии, население Сан-Паулу представляет собой смесь различных этнических групп, что даёт очень разнообразное многонациональное общество. Сегодня представители более 100 этнических групп считают город своим домом. Крупнейшими этническими группами являются:
- 6 000 000 итальянцев (в частности, как и в случае остальных групп, потомков иммигрантов). Сан-Паулу имеет больше жителей итальянского происхождения, чем любой другой город в мире, включая даже Милан и Рим[27].
- 3 миллиона португальцев[28].
- 3 миллиона африканцев.
- 1 000 000 арабов[29].
- 400 000 немцев[29].
- 326 000 японцев. Это крупнейшее японское сообщество за пределами Японии[30].
- 120 000 китайцев[29].
- 60 000 боливийцев[31].
- 50 000 греков[29].
- 50 000 корейцев[32].
- 40 000 евреев[33].
- 25 000 армян[29].

Население Сан-Паулу по расовому признаку состоит (по официальной терминологии и статистике) из 8 миллионов белых, 2,6 миллиона метисов, 527 000 выходцев из Африки, 456 000 выходцев из Азии и 18 тысяч индейцев.

### Языки
Как и на всей территории Бразилии, языком, на котором говорит большинство населения, является португальский. Из-за значительного притока иммигрантов из Италии, однако, португальский язык этого города испытал значительное влияние итальянского языка, прежде всего его неаполитанского и венецианского диалектов. Итальянские диалекты смешались в городе с провинциальным диалектом кайпира; прежде всего диалект города сформировался в Мооке, районе, заселённом в начале XX века переселенцами из Неаполя и близлежащих районов.
Другими языками, на которых говорят в городе, прежде всего среди иммигрантов, являются японский, распространённый в районе Либердади, где проживает крупнейшая японская диаспора в мире. Хотя большинство бразильцев японского происхождения разговаривают исключительно на португальском, некоторые сохраняют традиции и язык предков. Также некоторая доля переселенцев из Китая и Кореи разговаривает на соответствующих языках, хотя эта доля и невелика.
Английский и испанский языки преподаются в школах как главные иностранные языки, однако очень немногие жители города достигают свободного владения ими.

## Экономика

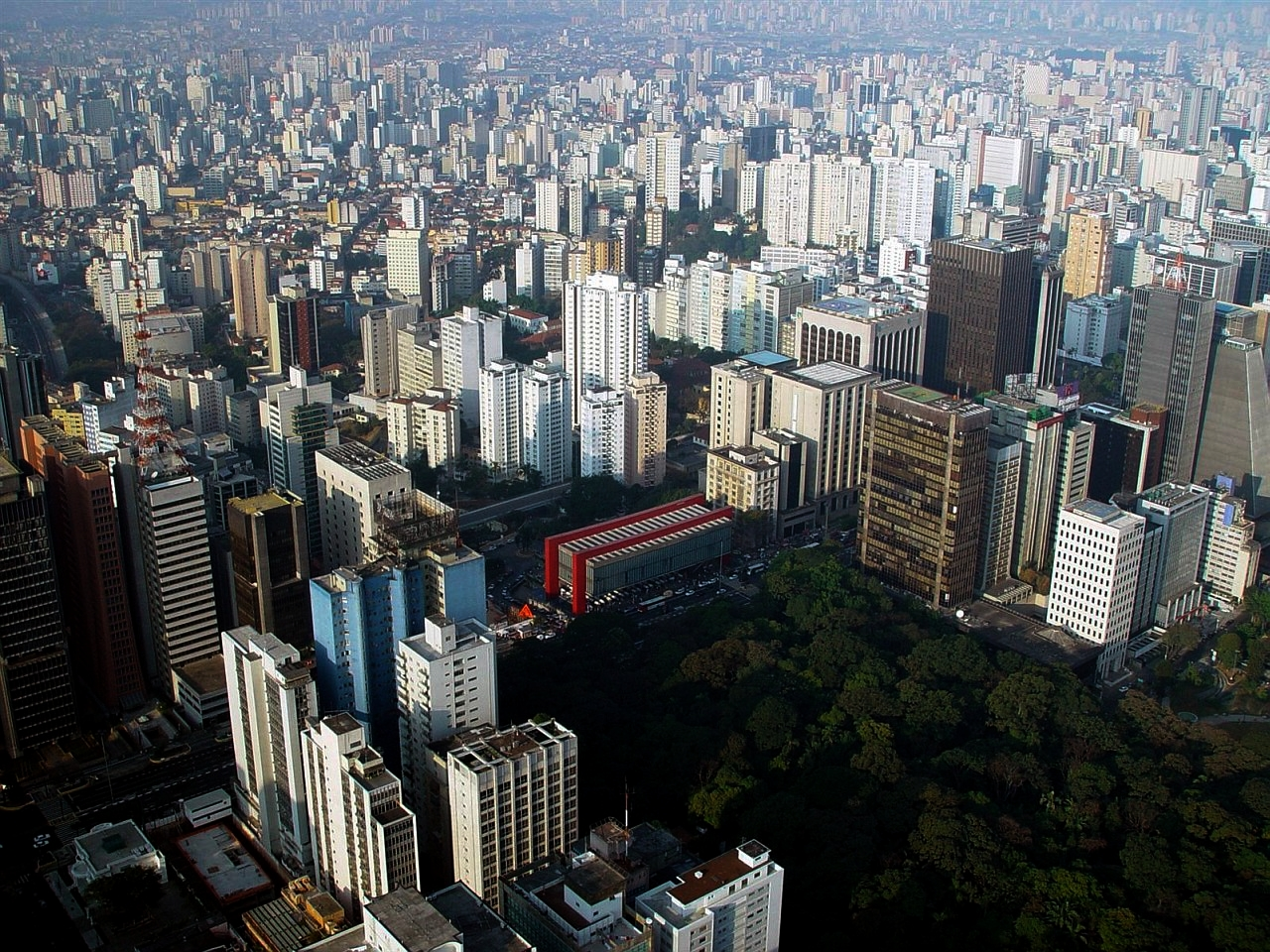
Авенида Паулиста — деловой центр

Сан-Паулу имел в 2012 году доход на душу населения 43 839 реалов в год) и, ожидается, займёт 13-ю позицию в мире по этому показателю к 2020 году. Согласно данным IBGE, ВВП в 2012 году составил R$ 499,4 млрд реалов или 174,4 млрд. US $, что составляет примерно 12 % ВВП Бразилии и 36 % ВВП штата Сан-Паулу. Город является крупнейшим финансовым центром Бразилии и одним из крупнейших в мире, этот сектор экономики города быстро растёт. Исторически город имел значительный промышленный сектор, но сейчас экономика сдвигается в сферу услуг, обслуживая бизнес всей страны. Многие отзывы указывают на рост важности города в мировой экономике, хотя этот рост и замедляется из-за серьёзных проблем социального характера. Кроме финансовых услуг, экономика города продолжает сохранять большую часть других отраслей экономики.

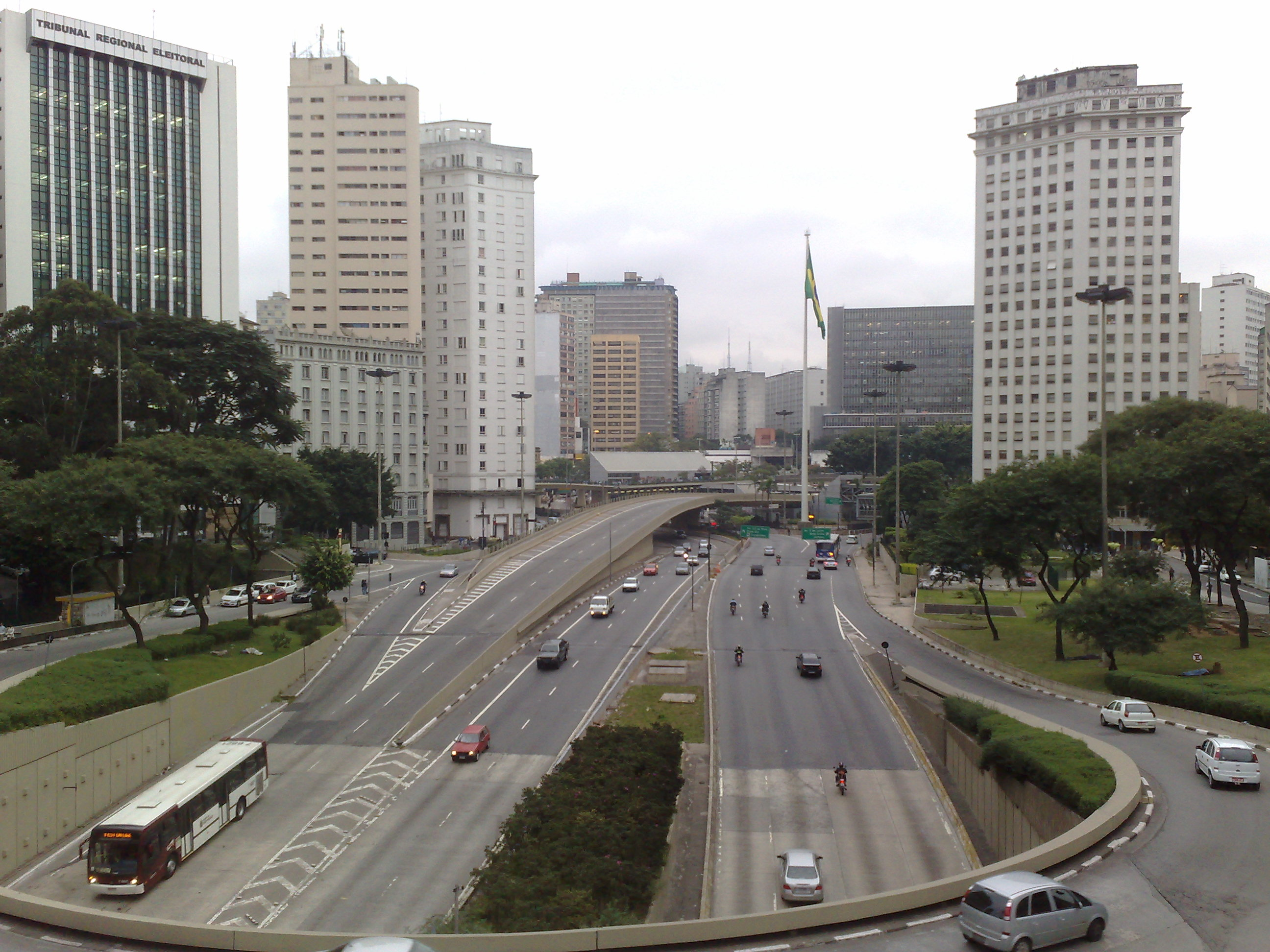
С 2006 года Сан-Паулу — город без наружной рекламы

Сан-Паулу является крупнейшим финансовым центром экономики Меркосур. Город привлекает много важных экономических форумов и конференций, что делает его не только экономическим, но и культурным и научным центром региона. Здесь проводятся события от небольших встреч до крупных международных выставок, более 200 международных мероприятий в день, занимающие площадь около 250 тыс. м2 в павильонах и конференц-центрах, без учёта площади отелей, что добавляет ещё 70 тыс. м2, а вместе с клубами, культурными и деловыми площадями, это число достигает 430 тыс. м2. Также город способен похвастаться многочисленными туристическими местами, от гастрономических до культурных учреждений. В частности, в городе действует 12 тыс. ресторанов, предлагающих более 40 различных кухонь, 70 музеев, более 200 кинотеатров, около 50 театров и галерей.
Если бы город Сан-Паулу был страной, его ВВП был бы 47-м в мире, больше ВВП Египта, примерно равняясь ВВП Новой Зеландии, Израиля или Украины, больше, чем у половины штатов США. В городе проживают около 30 тыс. миллионеров, 60 % всех миллионеров Бразилии. В 2005 в городе было собрано налогов на R$ 90 млрд, а его бюджет составил R$ 15 млрд. В городе работает 1 500 банков и их филиалов, 70 торговых центров. Из всех транснациональных корпораций, имеющих представительства в Бразилии, представительства 63 % находятся в этом городе. А согласно данным Mystery Shopping International, улица Oscar Freire занимает восьмое место из самых шикарных в мире. Биржа BM & F Bovespa является главной финансовой и товарной биржей Бразилии, это крупнейшая биржа Латинской Америки и третья по объёмам торгов в мире, достигая оборотов в R$ 6 млрд в день.
Действует головной офис крупнейшего по количеству клиентов онлайн-банка в мире Nubank.

## Транспорт

### Автодороги
Город Сан-Паулу пересекают 10 важных бразильских автодорог, автомобили остаются главным средством передвижения в городе и его окрестностях. Главными путями являются:

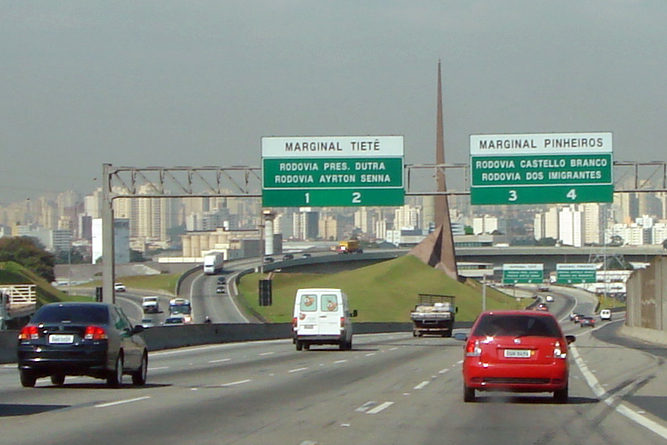
Шоссе Бандейрантов в городе Сан-Паулу, одна из главных автострад, соединяющих город с внутренними районами штата.

- Шоссе президента Дутры (Rodovia Presidente Dutra, BR-116) — соединяет город Сан-Паулу с восточными и северо-восточными районами страны, его главным местом назначения является Рио-де-Жанейро.
- Шоссе Режиса Биттенкорта (Rodovia Régis Bittencourt, BR-116) — соединяет Сан-Паулу с южными районами страны, его главными местами назначения является Куритиба и Порту-Алегри.
- Шоссе Фернана Диаза (Rodovia Fernão Dias, BR-381) — соединяет город с северными районами страны, его главным предназначением является Белу-Оризонти.
- Шоссе Аншиета (Rodovia Anchieta, SP-150) — соединяет город с побережьем океана и преимущественно используется для транспортировки грузов из порта Сантус, что является его главным местом назначения.
- Шоссе Иммигрантов (Rodovia dos Imigrantes, SP-150) — соединяет город с побережьем океана и преимущественно используется для внутреннего туризма, главными местами назначения являются Сантус, Сан-Висенти, Гуаружа и Прая-Гранди.
- Шоссе Кастелу Бранку (Rodovia Castelo Branco, SP-280) — соединяет город с западными и северо-западными районами страны, его главными местами назначения являются Озаску, Сорокаба, Бауру и Кампу-Гранди.
- Шоссе Рапозу Тавариса (Rodovia Raposo Tavares, SP-270) — соединяет город с западными районами страны, его главными местами назначения являются Котия, Сорокаба, Президенти-Пруденти.
- Шоссе Аньянгуэра (Rodovia Anhangüera, SP-330) — соединяет город с северо-западными районами страны, его главными местами назначения являются Бразилиа, Кампинас, Рибейран-Прету.
- Шоссе Бандейрантов (Rodovia dos Bandeirantes, SP-348) — соединяет город с северо-западными районами страны и считается лучшей дорогой штата и, возможно, страны, его главными местами назначения являются Кампинас, Рибейран-Прету, Пирасикаба и Сан-Жозе-ду-Риу-Прету.
- Шоссе Айртона Сенны (Rodovia Ayrton Senna, SP-70) — соединяет город со восточными районами штата и его северным побережьем, его главными местами назначения являются Международный аэропорт Сан-Паулу/Гуарульос Сан-Жозе-дус-Кампус и Карагуататуба.

Сан-Паулу быстро рос в период с 1940-х до 1980-х годов, когда многие дороги строились без должного планирования. В результате возникло переполнение автомобилями главных дорог города, а дорожные пробки стали обычным явлением в городе. Для предотвращения этого правительством бывшего губернатора Мариу Коваса было принято решение о строительстве кольцевой дороги вокруг города, так называемой кольцевой дороги Мариу Ковас (Rodoanel Mario Covas); эту работу на себя взяла компания DERSA.
Достопримечательностью мирового уровня стал построенный в 2008 году мост Октавио Фриас де Оливейра — единственный в мире вантовый мост, несущий два скрещивающихся пролёта на одном пилоне (иллюстрация в шаблоне-карточке статьи).

### Аэропорты

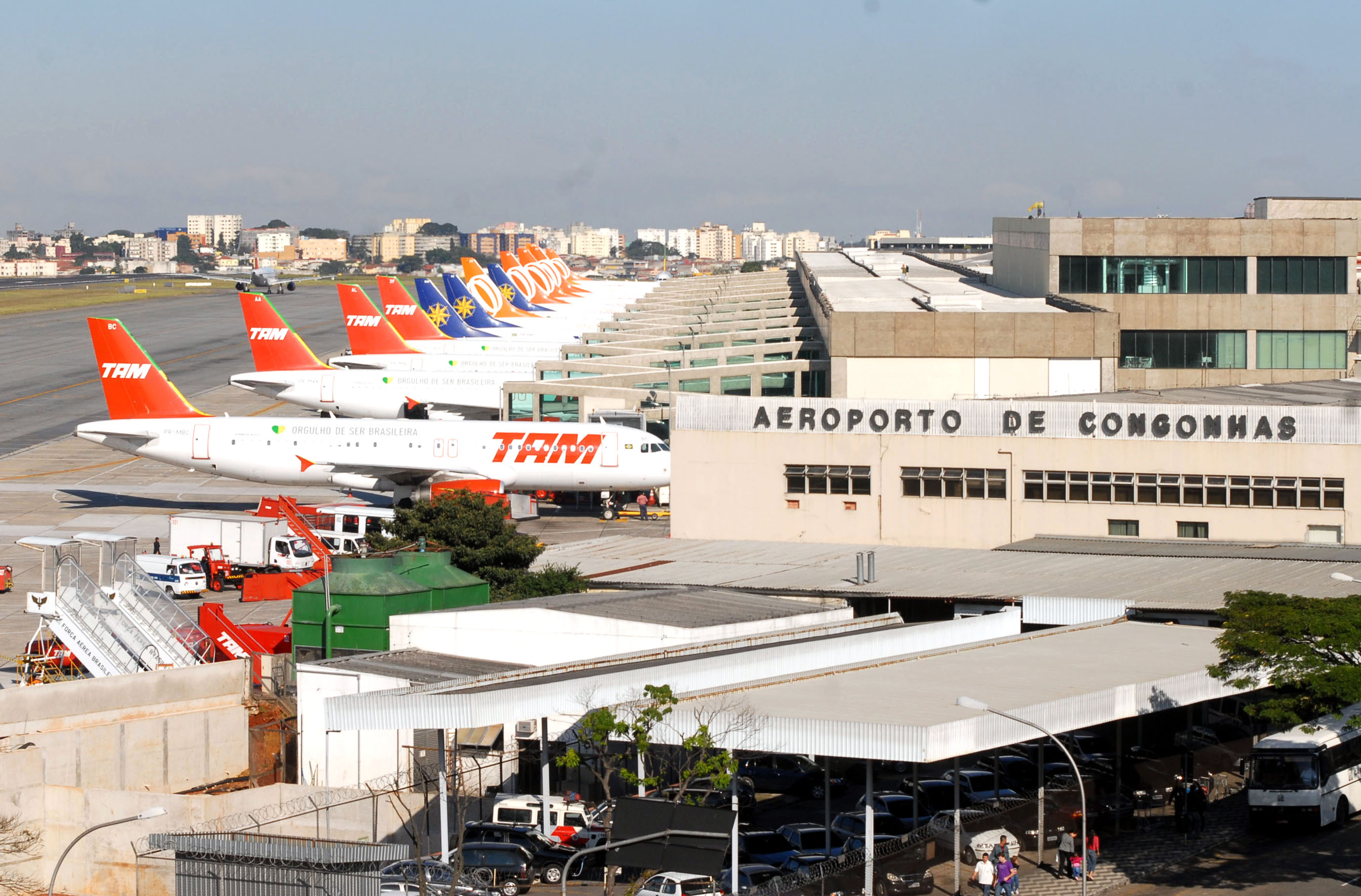
Аэропорт Конгоньяс/Сан-Паулу

Сан-Паулу имеет три аэропорта. Два из них являются важными международными аэропортами, это Международный аэропорт Сан-Паулу-Гуарульюс (код GRU) и Международный аэропорт Конгоньяс-Сан-Паулу (код CGH), обслуживающие как международные, так и внутренние рейсы. Также в городе находится небольшой аэропорт Кампу-ди-Марти севернее центра города, преимущественно используется для частных самолётов и вертолётов. Также здесь содержится команда дирижаблей Goodyear Blimp.
Аэропорт Гуарульюс является главными международными воротами города, он расположен в 25 км к северо-востоку от центра Сан-Паулу в городе Гуарульюс.
Аэропорт Конгоньяс преимущественно принимает местные и внутренние рейсы, в частности, в города Рио-де-Жанейро, Белу-Оризонти и Бразилиа.

### Железные дороги

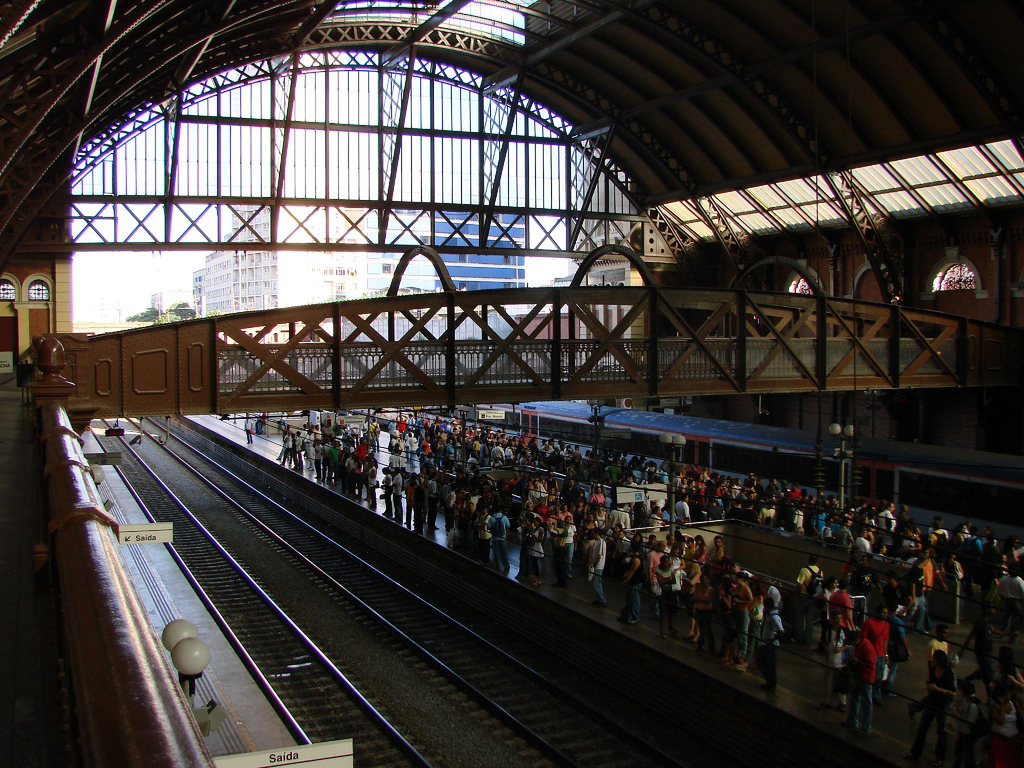
Станция Луз в центре города

Хотя сеть магистральных железных дорог в стране развита довольно плохо, существует проект строительства скоростной железной дороги, которая должна соединить города Сан-Паулу и Рио-де-Жанейро. Поезда линии будут развивать скорость до 280 км/час, а все путешествие займёт примерно 1 час 30 минут. Этот проект ещё не был официально объявлен правительством страны, которое пытается найти для него дополнительных инвесторов.
Другим важным железнодорожным проектом является «Экспресс Бандейрантов» (Expresso Bandeirantes), который должен быть линией средней скорости, которая свяжет Сан-Паулу с Кампинасом и уменьшит время на путешествие с нынешних 1,5 часа до 50 минут, также она обслужит Жундиаи и аэропорт Кампинас. Эта линия будет интегрирована в сеть, соединяющую центр города Сан-Паулу с аэропортом Гуарульюс.
Кроме того, сейчас ведутся работы по соединению городского центра с аэропортами Гуарульюс и Конгоньяс, начавшиеся в 2007 году, эти линии станут важными в развитии всей бразильской железнодорожной сети.

### Метро и пригородные железные дороги

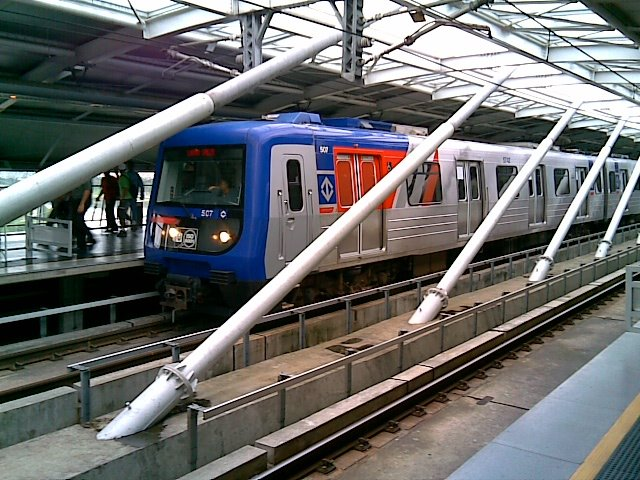
Поезд метро Сан-Паулу

Метрополитен Сан-Паулу имеет сеть длиной 101,3 км, и известен как просто «метро» (Metrô). В сети действуют 6 линий и 89 станций. Кроме того, город и пригородные районы обслуживает сеть пригородных поездов CPTM длиной 261,7 км. Обе системы в будний день перевозят 8,5 млн человек, а новые линии, которые планируется запустить в течение следующих лет, должны увеличить это число. Эти проекты увеличат длину линий с современных 323 км до более 500 км в течение 10 лет.

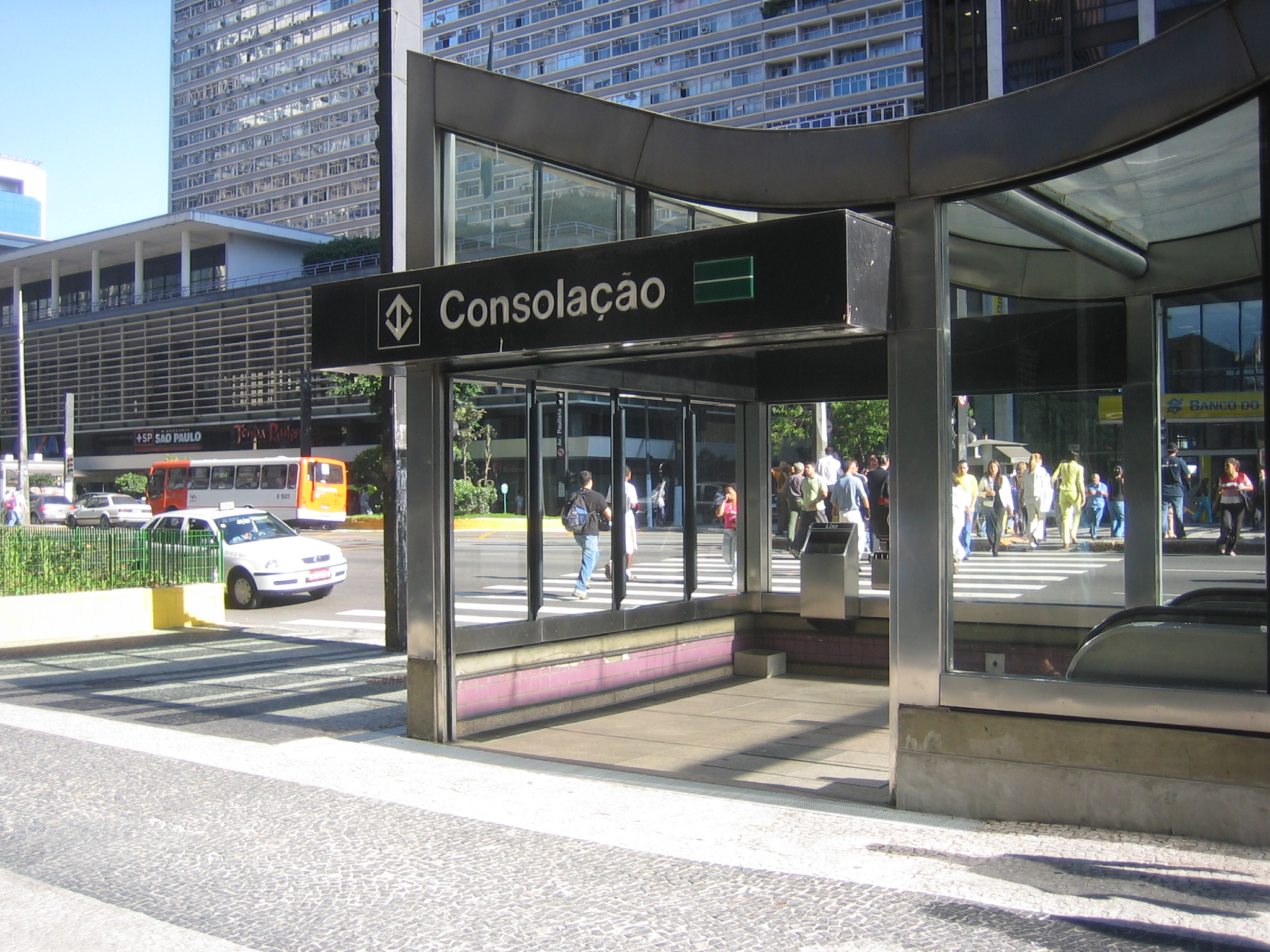
Вход на станцию метро Консоласан

В Сан-Паулу не осталось трамвайных линий, хотя этот вид транспорта был популярен в первой половине XX века. Однако система метро является достаточно современной, безопасной и эффективной, она считается одной из лучших в мире согласно NBR ISO 9001. Система имеет 4 действующие линии, ещё одна сейчас строится, эти линии имеют удобные связи с системой CPTM. Линиями метро являются:
- Линия 1 — синяя: первая линия метро, соединяющая северные и южные районы города. Линия имеет станции пересадок до линий 2, 3, 4 и до поездов CPTM, также на линии находятся автобусные терминалы Тиете и Жабакуара.
- Линия 2 — зелёная: эта линия преимущественно проходит под авенидой Паулиста, соединяя районы Ипиранга и Вила-Мадалена и имеет станции пересадок до линий 1 и 4. Это третья по времени открытия линия метро города.
- Линия 3 — красная: самая загруженная линия метро, вторая по времени открытия, соединяющая восточные и западные районы города. Имеет станции пересадок до линий 1 и 4 и до CPTM, на линии также находится автобусный терминал Барра-фунд.
- Линия 4 — жёлтая (строится): эта линия планируется к открытию в 2009 году и соединит станцию Луз в центре города с районами на западе. Линия будет включать станции пересадок на линии 1, 2, 3 и CPTM.
- Линия 5 — лиловая: эта линия была построена для обслуживания определённых районов на западе, однако сейчас действует лишь её небольшая часть, не сочетающаяся с остальной системой; связующий участок будет открыт через несколько лет. Имеет станции пересадок в систему CPTM на станции Санту-Амару.
- Линия 6 — оранжевая (планируется): о строительстве линии было объявлено в 2008 году, её открытие планируется на 2012 год, эта линия будет соединять округ Фрегезия-ду-О с центром города. Линия будет иметь станции пересадок до линий 1, 4 и до CPTM.

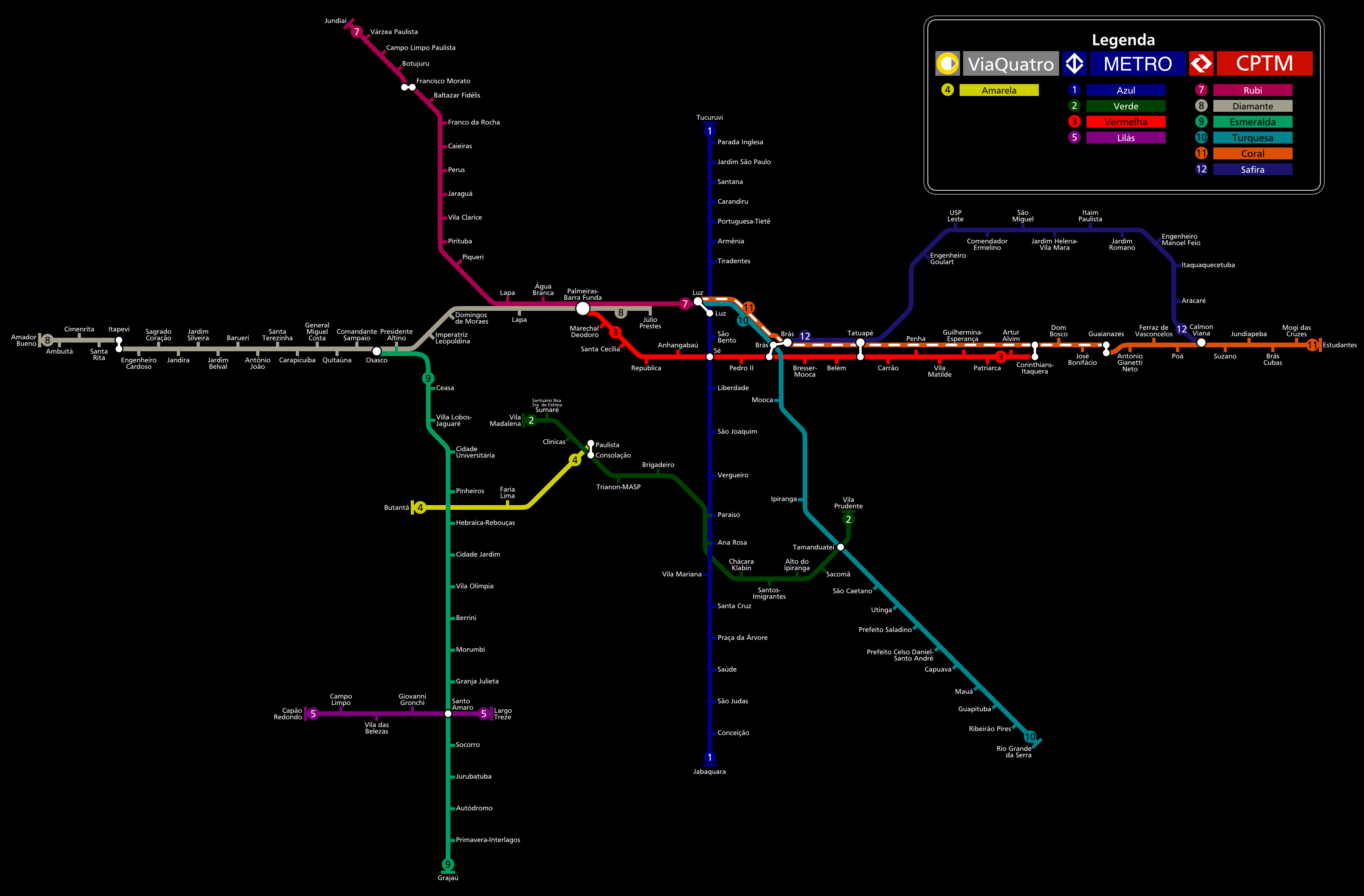
Карта линий метро и CPTM.

Система пригородных поездов CPTM имеет следующие линии, обслуживаемые поездами, движущимися на поверхности:
- Линия 7 — рубиновая: раньше часть железных дорог Сан-Паулу, соединяет станцию Луз в центре города с городом Франсиску-Морату, пересекая северо-восточные районы Сан-Паулу. Ещё один участок линии идёт в город Жундиаи. Это самая длинная линия CPTM.
- Линия 8 — бриллиантовая: раньше часть железных дорог Сорокабана, соединяет станцию Жулиу-Престис с городом Итапеви, пересекая районы Сан-Паулу. Продолжение линии имеет ещё 4 станции до станции Амадор-Буэна возле Сан-Роке.
- Линия 9 — изумрудная: также часть бывшей железной дороги Сорокабана, эта линия пролегает вдоль проспекта Соединённых Наций в город Озаску, имеет станции пересадок до линии 5 метро.
- Линия 10 — нефритовая: ранее южная часть железных дорог Сан-Паулу, сейчас — продолжение линии 7 метро до региона ABC.
- Линия 11 — коралловая: идёт через восточные районы города к округу Гуаянасис, а её продолжение проходит до университетского кампуса в Можи-дас-Крузис.
- Линия 12 — сапфировая: пересекает северо-восточные районы города от станции Браз до города Итакуакесетуба.

### Автобусы и троллейбусы

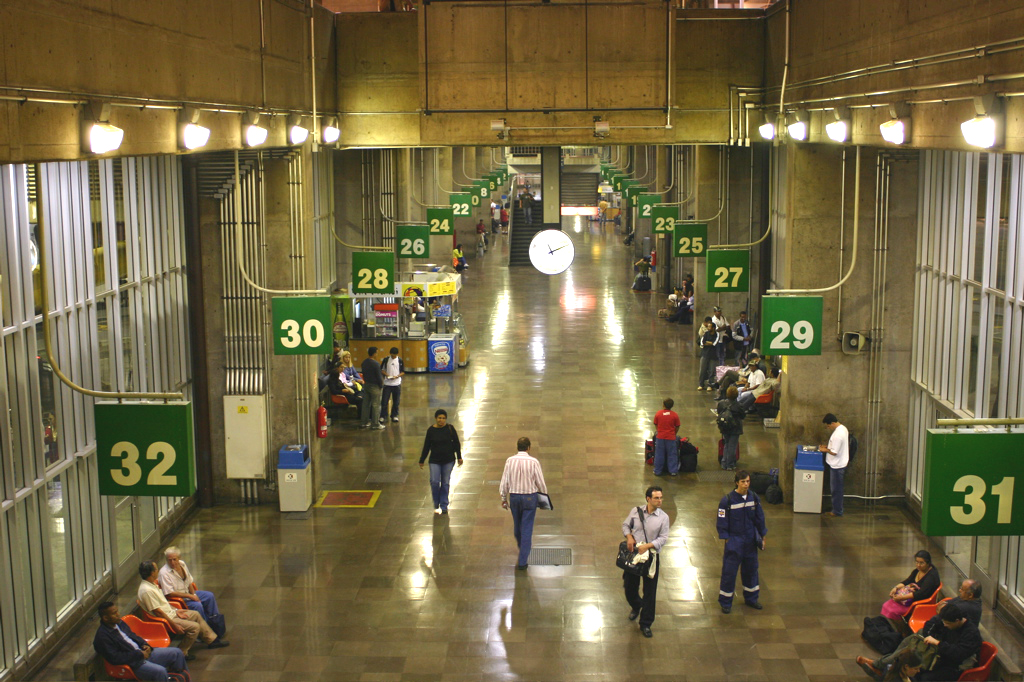
Автовокзал Тиете, второй по величине автовокзал в мире, расположенный в округе Сантана.

Автобусная сеть является основой общественного транспорта Сан-Паулу; она обслуживается как государственными, так и частными компаниями и имеет около 17 тысяч автобусов фирмы Busscar. Busscar является единственной компанией в городе, выпускающей троллейбусы и автобусы; также фирма имеет около 210 троллейбусов, окрашенных в зависимости от района города, который они обслуживают (например, светло-зелёные — западный район, тёмно-синие — северный). В городе преимущественно работают модели троллейбусов Marcopolo Tourino.
До последних лет в городе существовало большое количество частных маршрутных такси, часто неофициальных, но сейчас почти все они были зарегистрированы правительством, перекрашены официальными цветами и вошли в состав официальной транспортной системы.
В Сан-Паулу движение автобусов контролируется из предназначенных для этого центров, для чего используют много современных технологий, таких как компьютерное моделирование, использование системы глобального позиционирования для отслеживания положения автобусов и электронные системы оплаты проезда. В городе также работает некоторое количество экологически чистых автобусов на водородных двигателях, особенно на загруженных линиях.
В городе также действует несколько крупных автовокзалов, в частности терминал Тиете считается вторым по размеру автовокзалом в мире. Автобусы из него обслуживают 565 городов в большинстве штатов страны, кроме её северных районов, и даже другие страны, такие как Уругвай, Парагвай, Аргентина, Чили и Боливия. Отдельные линии идут в аэропорты города.

### Вертолёты
Сан-Паулу также известен значительным количеством вертолётов на душу населения. В городе летают около 400 вертолётов, осуществляя около 70 тыс. полётов в год. Для их обслуживания в городе действует около сотни площадок для посадки, позволяющих богатым жителям города избегать частых транспортных проблем на дорогах. Многие компании города имеют собственные вертолёты, другие временно арендуют их, а третьи пользуются услугами воздушных такси.

## Туризм
Сан-Паулу славится своей ночной жизнью. Путеводители насчитывают в городе 13 000 ресторанов, 15 000 баров и ночных клубов, оформленных в самом разном стиле, в которых проводят время местные жители и гости города.
Другие туристические места — торговая улица Rua Oscar Freire и множество памятников архитектуры, включая монастырь Св. Бенедикта, расположенный в самом центре города.

Панорама Парка Ибирапуэра в Сан-Паулу

В Сан-Паулу запрещена продажа меха. Запрет на торговлю меховыми изделиями действует с 2014 года.

## Образование и наука

### Статистика
В городе действуют 2725 начальных школ, 2998 дошкольных учреждений, 1199 средних школ и 146 вузов, что делает город крупнейшим образовательным центром страны. В городе находится 2 850 133 студентов и школьников разного уровня и 153 284 преподавателей.
| Уровень               | Число учащихся / студентов | Процент публичных учреждений (%) | Преподавателей | Число заведений | Процент публичных учреждений (%) | Год  |
| --------------------- | -------------------------- | -------------------------------- | -------------- | --------------- | -------------------------------- | ---- |
| Дошкольные учреждения | 371 838                    | 72,75                            | 17 878         | 2 998           | 24,25                            | 2007 |
| Начальные школы       | 1 591 536                  | 82,11                            | 71 569         | 2 725           | 55,27                            | 2007 |
| Средние школы         | 457 680                    | 84,15                            | 28 009         | 1 199           | 51,96                            | 2007 |
| Вузы                  | 429 079                    | 11,22                            | 35 828         | 146             | 4,11                             | 2005 |

Фактор образования в составе ИРЧП в муниципалитете по состоянию на 2000 год составлял 0,919 — относительно высокий, он значительно поднялся благодаря Программе ООН по развитию (PNUD), доля неграмотных жителей (неспособных читать) по данным переписи IBGE в 2007 году упала до 4, 9 %, выше только в городах Куритиба, Порту-Аллегри, Флорианополис, Рио-де-Жанейро, Витория и Белу-Оризонти. Таким образом, по индексу ИРЧП за 2007 год, Сан-Паулу занимает девятую позицию среди столиц бразильских штатов. По результатам Национального экзамена среднего образования (ENEM) 2007 года, три школы города вошли в двадцатку самых лучших школ страны, в частности Colégio Vértice, Colégio Bandeirantes и Móbile, находившиеся соответственно на третьем, десятом и двадцатом местах. Однако, из-за существенных социальных различий разных районов города, в некоторых бедных районах получение школьного образования является трудным из-за нехватки школ и их ресурсов. В этих районах часто строительство новых школ осложняется высоким уровнем преступности и насилия.

### Вузы

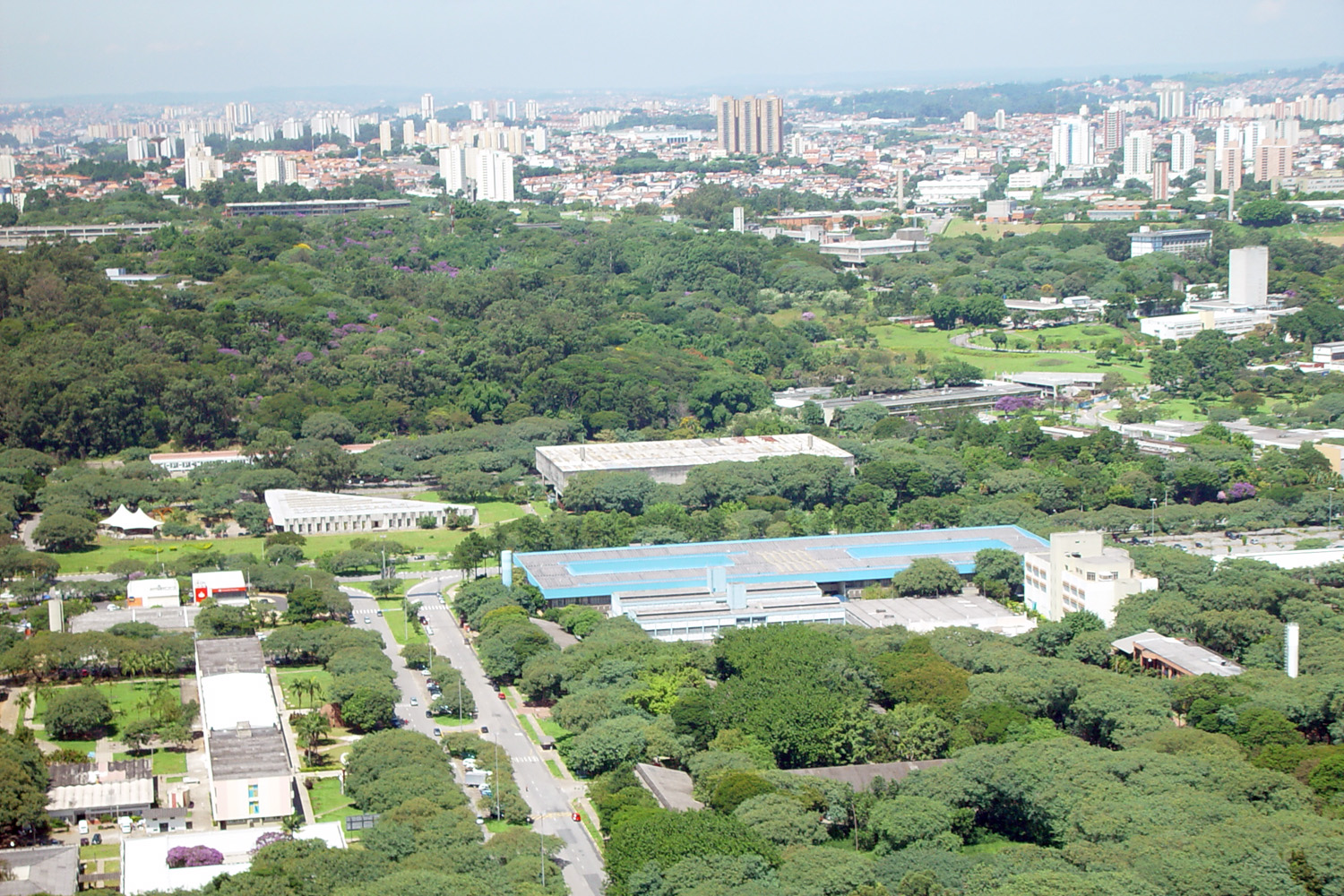
Университет Сан-Паулу (USP)

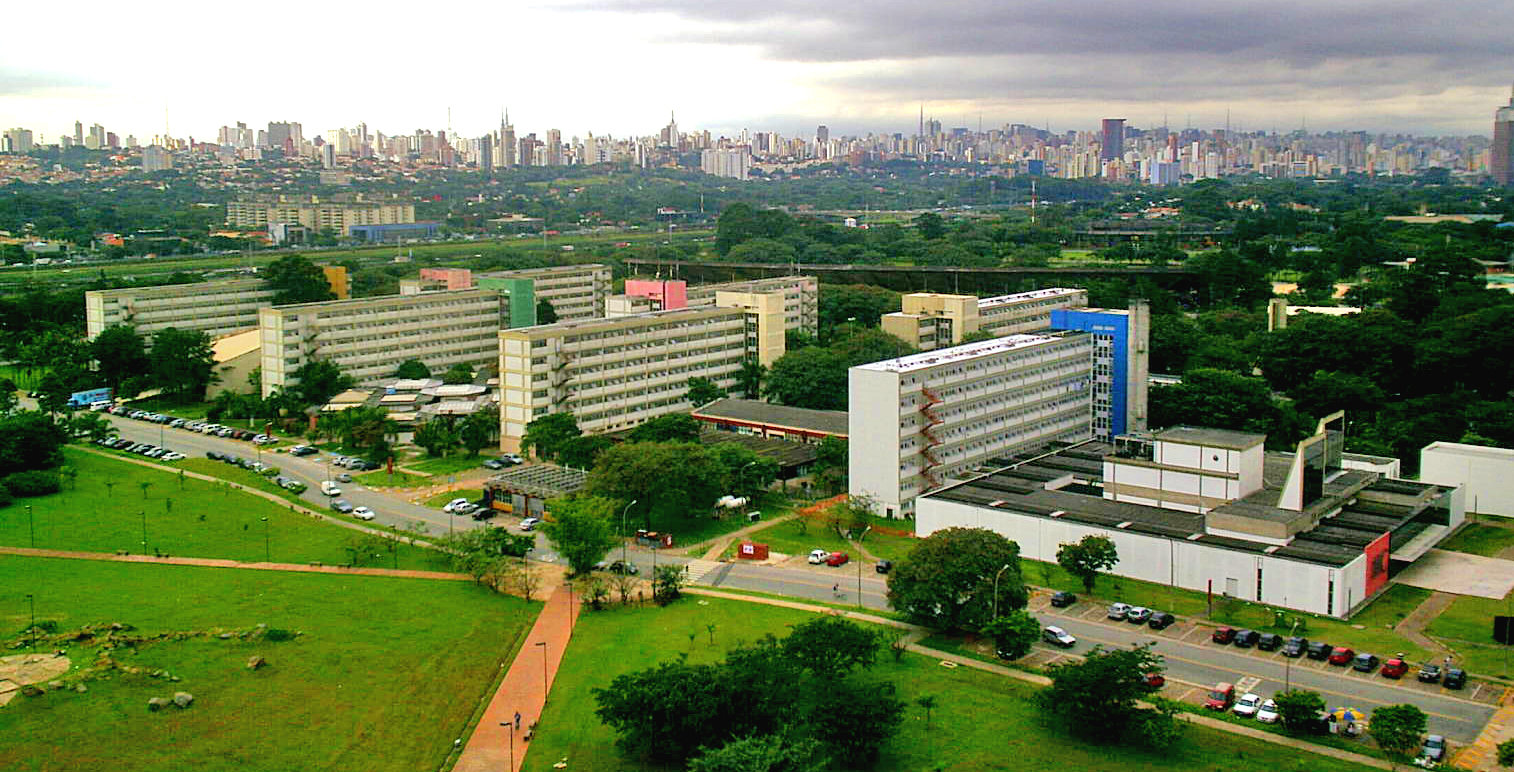
Общежития USP

Образование почти исключительно проводится на португальском, официальном языке страны. Также обязательными для изучения являются английский и испанский языки.
В городе действуют несколько университетов и высших учебных заведений низшего уровня, в частности самыми крупными из них являются:
- Университет Сан-Паулу (Universidade de São Paulo, USP);
- Папский католический университет Сан-Паулу (Pontifícia Universidade Católica de São Paulo, PUC-SP);
- Университет штата Сан-Паулу Жулиу ди Мескита Филью (Universidade Estadual Paulista Júlio de Mesquita Filho, Unesp);
- Пресвитерианский университет Маккензи (Universidade Presbiteriana Mackenzie, Mackenzie);
- Федеральный университет Сан-Паулу (Universidade Federal de São Paulo, UNIFESP);
- Методистский университет Сан-Паулу (Universidade Metodista de São Paulo, UMESP);
- Высшая школа рекламы и маркетинга (Escola Superior de Propaganda e Marketing, ESPM-SP);
- Фонд Жетулиу Варгаса (Fundação Getúlio Vargas, FGV-SP);
- Фонд Арманду Алвареса Пентиаду (Fundação Armando Alvares Penteado, FAAP);
- Университет Аньемби Морумби (Universidade Anhembi Morumbi);
- Бразильский институт фондового рынка (Instituto Brasileiro de Mercado de Capitais, Ibmec-SP);
- Факультет технологии Сан-Паулу (Faculdade de Tecnologia do Estado de São Paulo, FATEC);
- Колледж социальной коммуникации Каспера Либеру (Faculdade de Comunicação Social Cásper Líbero).

### Наука

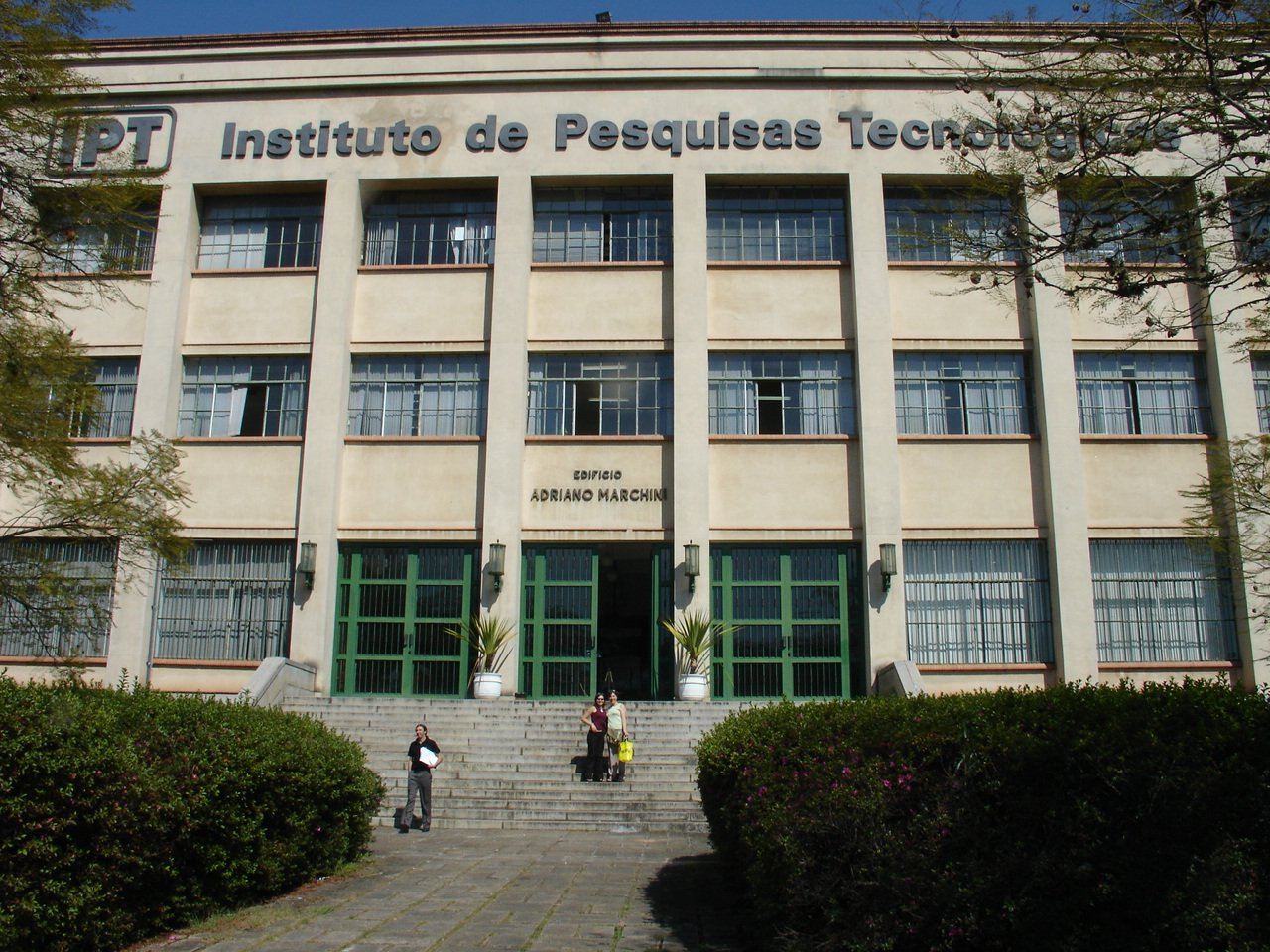
Институт технологических исследований

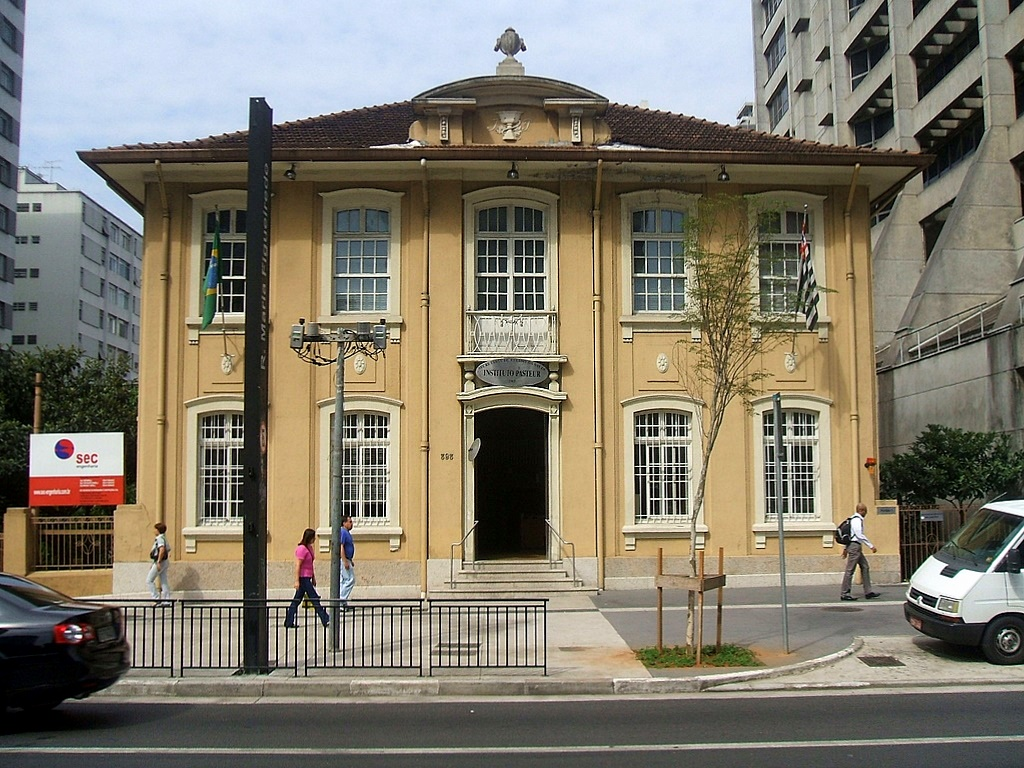
Институт Пастера

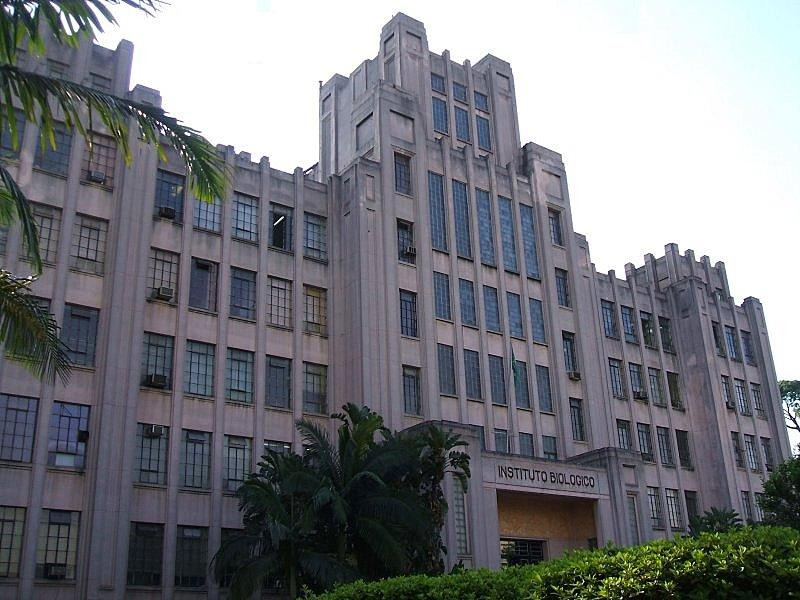
Биологический институт

Сан-Паулу является одним из крупнейших центров исследований и новых технологических разработок в Латинской Америке, в начале XXI века расходы частных компаний на эти цели возрастают. Привлекательности города для создания исследовательских учреждений способствует наличие известных университетов и государственных лабораторий, обеспечивающих существование необходимой инфраструктуры для исследований и наличие квалифицированных работников. Наличию исследовательских учреждений также способствует выделение правительством штата больших средств на исследования, прежде всего через Фонд поддержки исследований Сан-Паулу (Fundação de Amparo à Pesquisa do Estado de São Paulo — Fapesp), один из крупнейших научных фондов страны.
Главными научными учреждениями города являются:
- Институт технологических исследований (Instituto de Pesquisas Tecnológicas, IPT) — расположен в кампусе площадью 240 тыс. м² в Университетском городке Арманду ди Саллеса Оливейры, представляет собой одно из крупнейших научных учреждений Латинской Америки, имеет 13 специализированных зданий и 30 лабораторий[65][66]. Институт занимается исследованиями в области новых технологий, испытаниями и анализом в областях металлургии, энергетики, прикладной геологии, химии и других инженерных областях, также институт является инкубатором новых предприятий в области технологии[65].
- Институт энергетических и ядерных исследований (Instituto de Pesquisas Energéticas e Nucleares, IPEN) — этот институт был открыт в 1956 году под названием «Институт атомной энергии» в рамках Университета Сан-Паулу. Сейчас институт административно подчинён Национальной комиссии по ядерной энергии (CNEN)[67]. Помещение института занимает площадь 500 тыс. м ² в Университетском городке Арманду ди Саллеса Оливейры (CUASO)[67]. Здесь проводятся исследования и технологические разработки материалов и оборудования для ядерной энергетики, исследуются ядерные реакторы, процедуры безопасности и радиационной защиты[67]. Совместно с Университетом Сан-Паулу институт имеет программы для аспирантов на уровне магистратуры и докторантуры[67].
- Институт Бутантан (Instituto Butantan) — центр биомедицинских исследований, основанный в 1901 году на фазенде Бутантан; сейчас подчинён Секретариату здравоохранения Сан-Паулу. Здесь производятся различные антигены и вакцины, это главный производитель сыворотки крови в стране[68], центр имеет международную известность за его исследования ядовитых животных. В составе института работают 14 лабораторий и центр биотехнологических исследований[69].
- Биологический институт (Instituto Biológico) — исследовательский институт, основанный в 1927 году с целью поддержки кофейной отрасли штата, сейчас посвящён разработке и исследованию биологической безопасности и установлению стандартов фито- и зоосанитарии[70]. Здесь также проводятся лабораторные испытания и производство вакцин и антигенов. Также работниками института осуществляется много фундаментальных научных исследований и поддерживается коллекция патогенных микроорганизмов[70].
- Институт Пастера (Instituto Pasteur) — этот институт связан с Сектетариатом охраны здоровья Сан-Паулу и посвящён научным исследованиям бешенства и других болезней животных. Институт был основан в 1903 году[71], и проводит много исследований по бактериологии и зоопатологии, это одно из самых известных учреждений в данной области в Латинской Америке[71].
- Институт тропической медицины Сан-Паулу (Instituto de Medicina Tropical de São Paulo, IMTSP) — исследовательский институт, основанный в 1959 году[72] как подразделение факультета медицины Университета Сан-Паулу с целью проведения исследований и спонсирования исследовательской программы и технологии по диагностике, лечению, контролю и предотвращению тропических болезней и эндемов[72], превращён в 2000 году в специализированное учреждение с полной внутренней автономией[72]. Институт делает большой вклад в различных областях исследований и является центром разработки, улучшения и внедрения различных специализированных служб в штате[72].
- Институт лесничества (Instituto Florestal) — исследовательский институт, созданный в 1896 году под названием «Ботанический сад Сан-Паулу»[73] с целью сохранения в этом районе родных видов растений. Также институт занимается исследованиями, направленными на сохранение диких видов, восстановление лесов и рациональными методами лесного хозяйства, программами защиты окружающей среды. Институт руководит многими парками и заповедниками[73].

### Литература

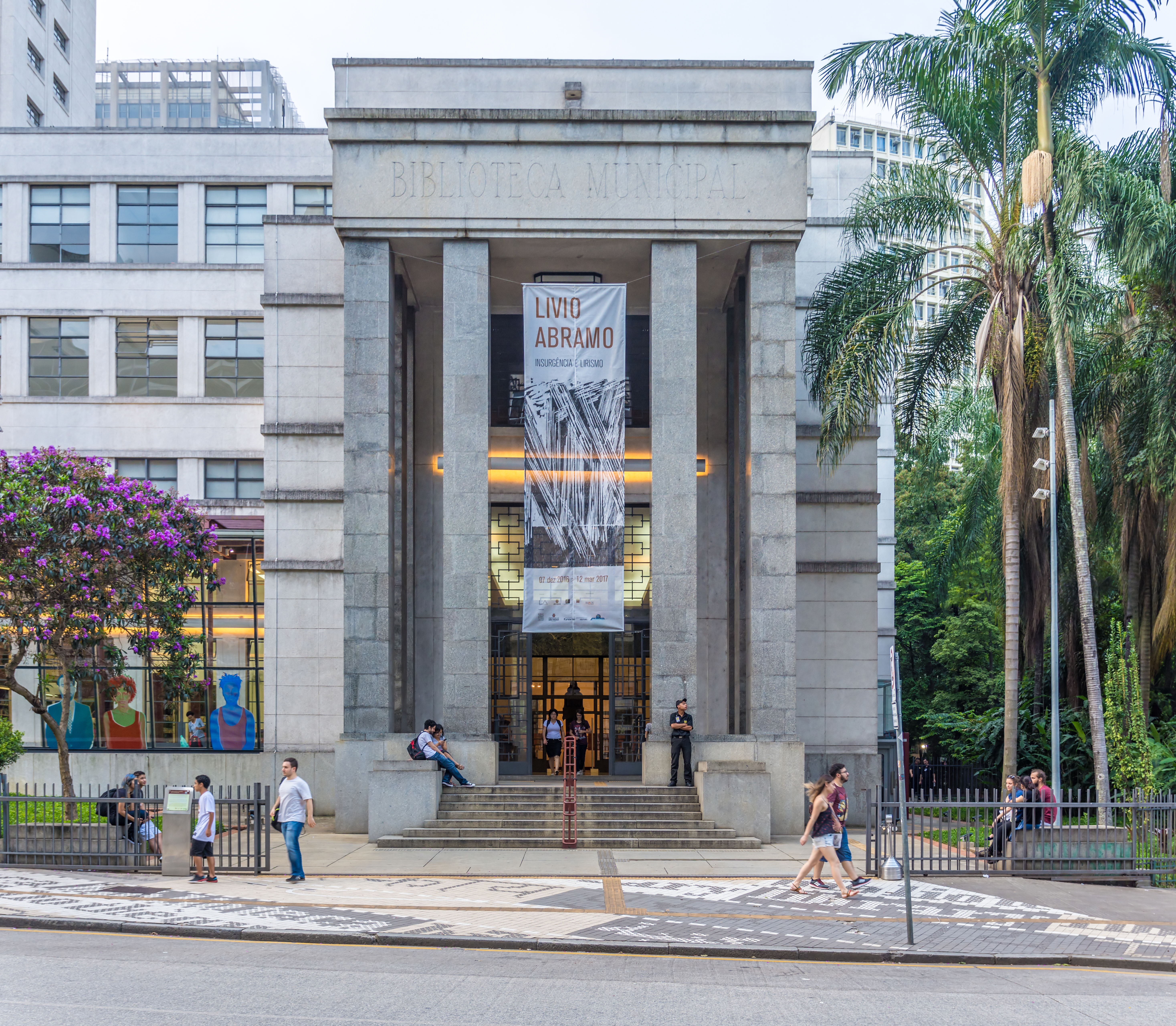
Библиотека Мариу ди Андради

## Культура

### Музыка

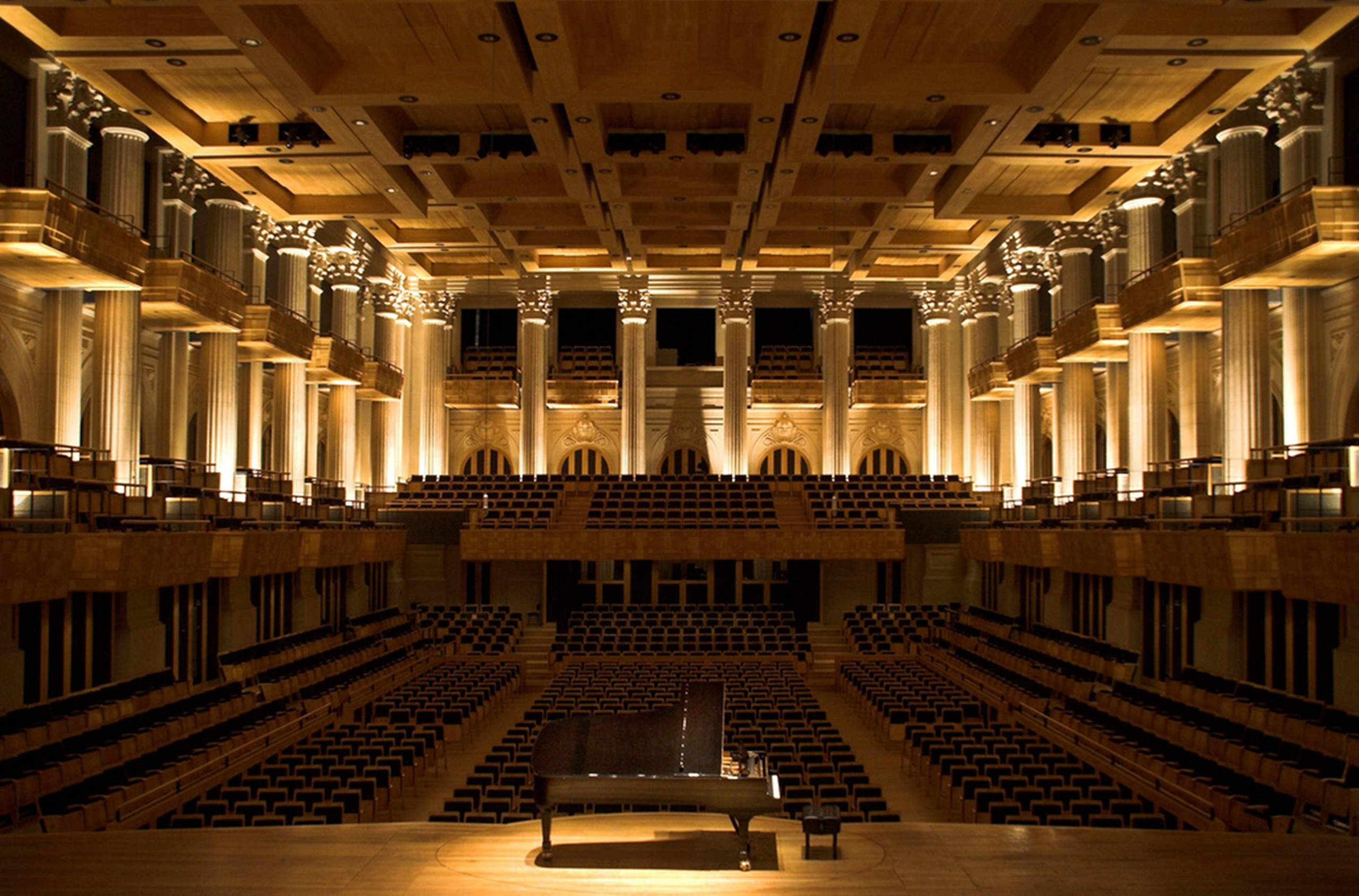
Зал Сан-Паулу

Город известен многими музыкальными фестивалями и работающими здесь известными музыкантами, представляющими разнообразные стили.
Известный певец и композитор в стиле самба Адониран Барбоза стал популярным на заре радиоэры Сан-Паулу. Родившись в городе Валиньюс в 1912 году, он получил огромную популярность среди беднейших слоёв населения Сан-Паулу, в частности итальянских иммигрантов районов Бейшада (Бела-Виста) и Браз и жителей трущоб. Группа Demônios da Garoa, играющая в традиционном стиле, все ещё исполняет его песни, до сих пор популярные в городе.
С конца 1960-х годов добилась признания во всей стране группа психоделического рока Os Mutantes. Успех группы часто связывают с другими музыкантами стиля тропикалия, хотя они имели определённые особенности и собственные идеи. Часто их рассматривают как характерно «паулистские» в одежде и стиле поведения. Os Mutantes выпустили пять альбомов до того, как соло-певица группы Рита Лее начала сольную карьеру в 1972 году. С 1990 года группа стала известной и за рубежом (по легенде, бразильская студентка в Калифорнии забыла виниловую пластинку с записями группы, которая понравилась её соседям, что привело в конечном счёте к популяризации группы в США). В 2000 году был выпущен Technicollor, англоязычный диск группы, с дизайном от Шона Леннона.

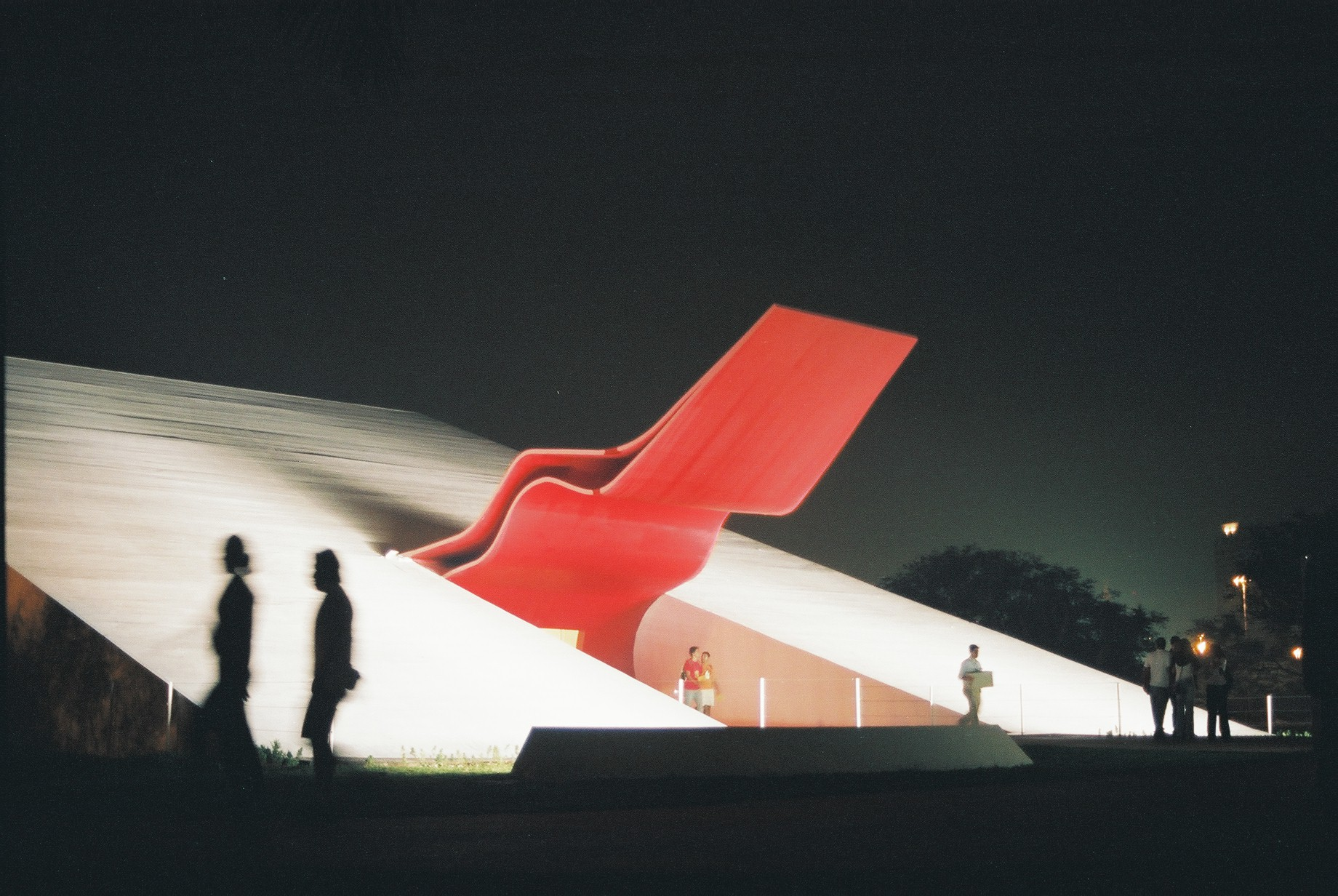
Аудитория Ибирапуэра

В 1980-е годы, во время экономической рецессии, в городе приобрели популярность стили панк и гаражная музыка, что обычно ассоциируются с увеличением безработицы и отсутствием экономических перспектив молодёжи. Рок-группы баров и клубов были переполнены безработными музыкантами, ожидавшими своего часа. В это время получили популярность такие группы как Ira! и Titãs. В 1990-е ведущим музыкальным стилем стал драм-н-бейс, с такими исполнителями как DJ Marky, DJ Patife, XRS, Drumagick и Фернанда Порту. Также в городе возникло много групп в стиле тяжёлый металл, например Angra, Antidemon, Torture Squad, Korzus и Dr. Sin.
Классическая музыка в Сан-Паулу также всегда оставалась популярной. Многие известнейшие бразильские композиторы классического стиля все ещё работают в городе, например Амарал Виейра, Освалду Ласерда и Эдсон Зампронья, родившиеся в городе. В Сан-Паулу действуют два известных оперных театра: Муниципальный театр Сан-Паулу и Театр Сан-Педру, некоторые оперные постановки проводятся в таких залах, как Кредикард-Холл. Местный баритон Паулу Сзот получил международную премию Тони за свою роль в 2008 году в мюзикле Саут-Пасифик. Симфонический оркестр штата Сан-Паулу также считается одним из известнейших в Латинской Америке и в мире.

### Театры

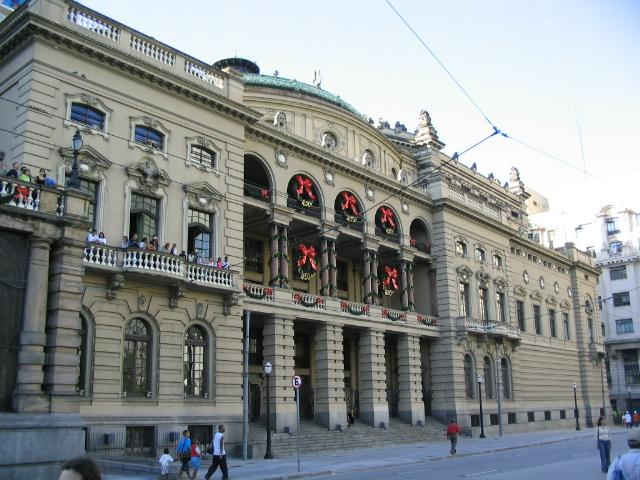
Муниципальный театр Сан-Паулу

Считается, что первая театральная постановка в Бразилии произошла именно в Сан-Паулу. Португальский иезуит Жозе ди Анчьета, один из основателей города, сам писал короткие пьесы, которые ставились индейцами в миссиях. После закрытия иезуитских миссий, однако, город потерял театральное и в целом культурное значение. Лишь в начале 20 века, благодаря богатству, принесённому в штат кофейными плантациями, здесь стали ставиться новые театральные постановки, прежде всего переселенцами из Европы. В стране тем временем уже действовали известные театры, в частности, Педру II приглашал труппы в Рибейран-Прету, театры действовали в Манаусе и Рио-де-Жанейро. Однако город Сан-Паулу начал приобретать культурное значение лишь во времена авангардного движения. Именно здесь впервые начал выступать Бразильский комедийный театр (Teatro Brasileiro de Comédia, TBC). В 60-е годы самые известные постановки страны ставились двумя группами, и одной из них был Театр Арена в Сан-Паулу. Этот театр начал работать как студенческий театр драматической школы (Escola de Arte Dramática), основанный Алфреду Мескита в 1948 году. В 1958 году группа выступила с пьесой «Eles não usam black tie» («они не носят чёрные галстуки») Джанфранческо Гуарниери, первой в истории собственно бразильской драмой, написанной о наёмных рабочих.
После переворота 1964 года театральные постановки начали фокусироваться на бразильской истории. Театр Арена стал площадкой борьбы против цензуры военного правительства. Большую роль в то время стал играть и Театр Офисина, именно здесь началось движение тропикалия. Многие пьесы, которые ставились там, рассказывали об исторических событиях, например «O Rei da Vela», «Galileu Galilei» (1968), «Na Sela das Cidades» (1969) и «Gracias Señor» (1972).
Сейчас в городе ставятся пьесы различных жанров, здесь действуют десятки театров, где можно насладиться классической музыкой, балетом и авангардными пьесами.

### Музеи

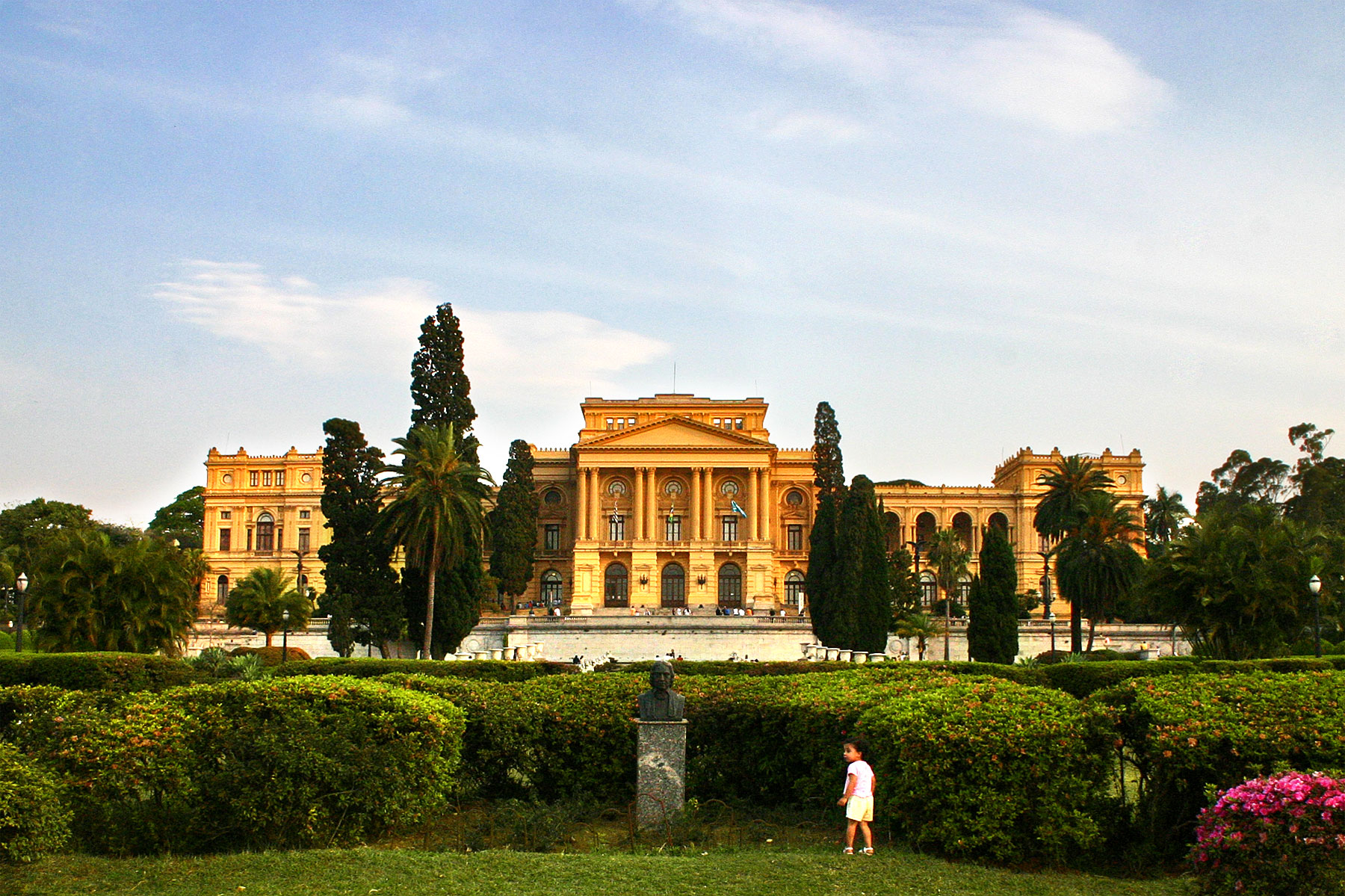
Музей Паулиста

Благодаря огромному значению в истории, политике и экономике Бразилии Сан-Паулу фактически является огромным музеем под открытым небом, многие из его районов и зданий имеют историческое значение. Однако город имеет и большое количество известных музеев и галерей искусства, где выставлены образцы многочисленных жанров искусства, в частности религиозного и современного искусства, коллекции научного, политического, религиозного значения и др. Самыми известными из них являются:
- Музей Паулиста или Ипиранга (Museu Paulista) — первый музей, построенный в целях сохранения памяти провозглашения независимости Бразилии, который был открыт 7 сентября 1895 года под названием «Музей естественной истории», а в 1919 году стал исключительно историческим музеем. Сейчас его коллекция содержит около 100 тыс. экспонатов, включающих произведения искусства, мебель, одежду и другие вещи, которые в своё время принадлежали известным лицам бразильской истории, в частности исследователям новых территорий и императорам. В помещениях музея также находится библиотека с около 100 тыс. томов и Центр исторических документов (Centro de Documentação Histórica) с около 40 тыс. рукописей.
- Мемориал Латинской Америки (Memorial da América Latina) — это музей, площадью помещений более 78 тыс. м 2, строился с целью представления всех стран Латинской Америки, происхождения их населения и их культуры. Сейчас музей также является одной из штаб-квартир Латиноамериканского парламента (Parlatino). Здание было спроектировано архитектором Оскаром Нимеером и имеет большой павильон, где находится постоянная коллекция изделий разных стран этой части света, библиотека, содержащая книги, газеты, журналы, видеоматериалы и документы, раскрывающие различные аспекты истории Латинской Америки, и аудитория, которая может вместить до 1679 человек.

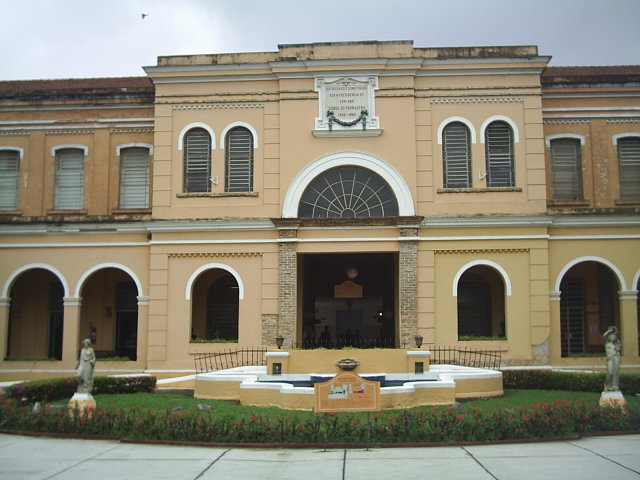
Мемориал иммигрантов

- Мемориал иммигрантов (Museu da Imigração и Memorial do Imigrante) — музей, который был открыт с целью сбора и сохранения документов и памятных вещей прибывавших в Бразилию иммигрантов. Музей расположен в одном из старейших зданий города, построенном в 1886—1888 годах в округе Браз как отель, предоставлявший временное жильё иммигрантам. С 1882 до 1978 года в город прибывали представители более 60 национальностей, представители всех этих групп останавливались в этом здании, что отражено в документах и материалах современного музея. В гостинице в среднем проживало около 3 тыс. человек одновременно, но по определённым обстоятельствам это число иногда достигало 8 тыс. Кроме материалов по иммигрантам, музей также содержит восстановленные образцы деревянных пассажирских вагонов бывшей железной дороги Сан-Паулу.
- Музей археологии и этнологии Университета Сан-Паулу — содержит коллекцию из 120 тысяч объектов и изображений, относящихся к материальной культуре Американского континента, прежде всего Бразилии, а также Средиземноморья, Ближнего Востока и Африки с доисторических времён до настоящего времени.
- Зоологический музей Университета Сан-Паулу (Museu de Zoologia da USP) — этот музей занимает площадь около 700 тыс. м 2, здесь собраны животные — представители тропической и субтропической фауны страны, самые ранние имеют возраст свыше 50 лет. В вестибюле музея содержится информация о главных типах исследований, проводимых сотрудниками Университета. Животные сгруппированы по традиционной классификации: рыбы, земноводные, пресмыкающиеся, птицы, млекопитающие, некоторые беспозвоночные, такие как членистоногие, кораллы и моллюски. Музей также имеет библиотеку, специализирующуюся на зоологии с материалами, предназначенными как для специалистов, так и для общей аудитории, в частности из 73,8 тыс. работ здесь хранятся 8473 наименований книг, 2364 газет и журналов, много диссертаций и карт.

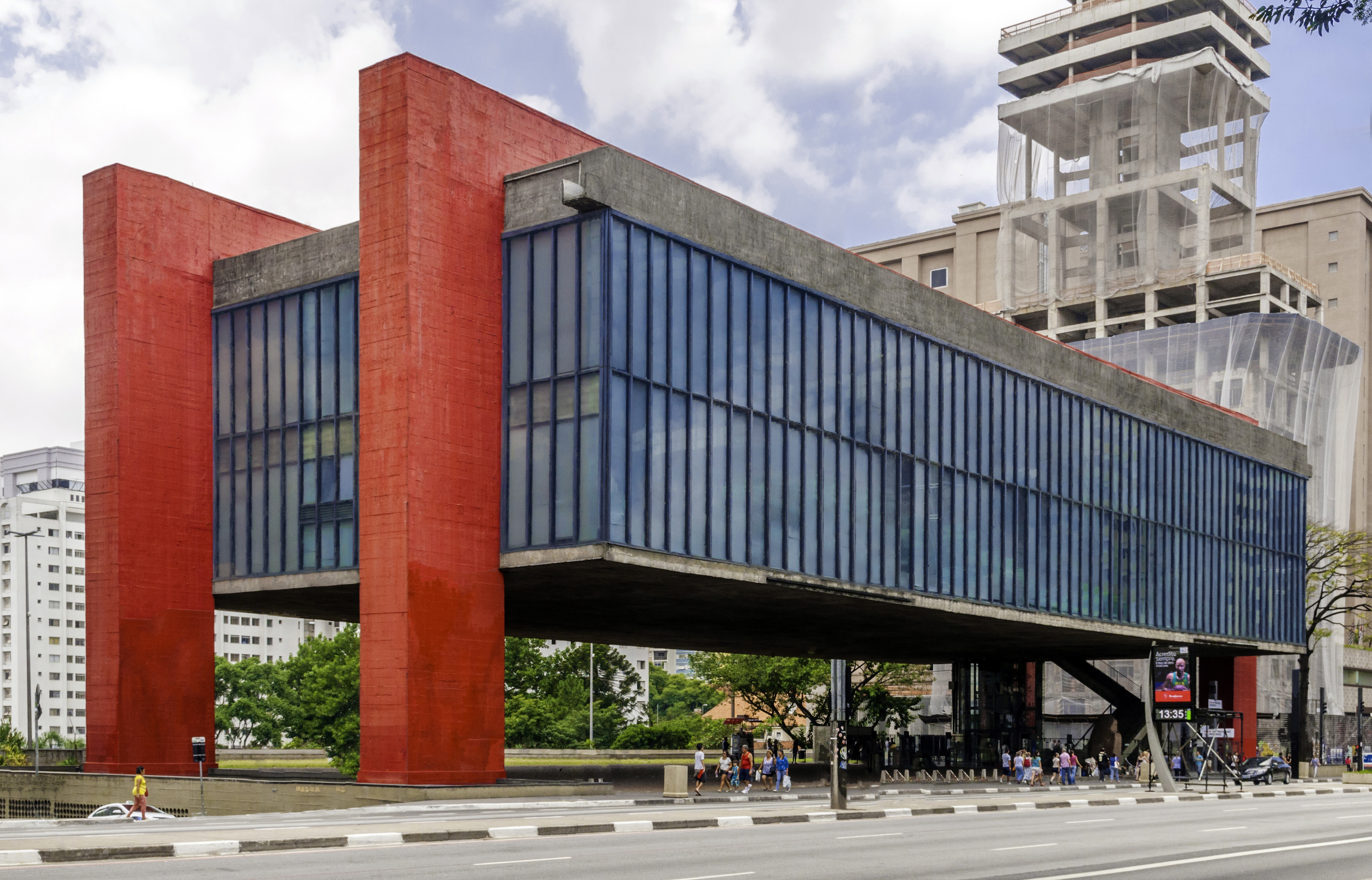
Художественный музей Сан-Паулу

- Музей искусств Сан-Паулу (Museu de Arte de São Paulo, MASP) — этот музей был основан журналистами Ассисом Шатобрианом и Пьетро Мария Барде. Его современное здание, открытое в 1968 году, было построено по проекту архитектора Лины Бо Барди. Две колоннады поддерживают 9,2 тыс.-тонное здание, имеющее форму 74-метрового куба. Музей обладает одной из лучших в Латинской Америке коллекций истории западного искусства, включая среди прочих работы таких выдающихся художников как Эдгар Дега, Пьер-Огюст Ренуар, Амедео Модильяни и Пьер Боннар.
- Коллекция дворца Бандейрантов (Acervo do Palácio dos Bandeirantes) — дворец, который также служит местом расположения правительства штата, имеет важную коллекцию произведений бразильских художников, таких как Кандиду Портинари, Алду Бонаеи, Джанира, Алмейда Жуниур, Виктор Брашере, Эрнесту ди Фиори и Алейжадинью. В дополнение, здесь содержится коллекция колониальной мебели, кожаных и серебряных изделий. Стены музея в эклектическом стиле покрыты панелями, рассказывающими об истории Сан-Паулу.
- Музей изображений и звука (Museu da Imagem e do Som, MIS) — главной целью этого музея, открытого в мае 1990 года, является сохранение музыкальных произведений, кино, фотографии и примеров графического дизайна, а также и других проявлений современного искусства Бразилии. Музей содержит коллекцию из более 200 тыс. изображений, распределённых по тематическим коллекциями. Также здесь содержатся 1 600 видеокассет, документов и музыкальных коллекций и 12 750 произведений, записанных на лентах стандартов 8 и 16 мм. В дополнение, музей проводит концерты, фестивали кино- и видеофильмов, выставки фотографий и графики.
- Музей современного искусства (Сан-Паулу)
- Музей современного искусства Университета Сан-Паулу

### Культурные и социальные события и художественные акции
В городе проводится много экономических и культурных событий, существуют специализированные журналы и веб-сайты, указывающие их расписание, например «Культурный календарь Сан-Паулу» (порт. Agenda Cultural de São Paulo).

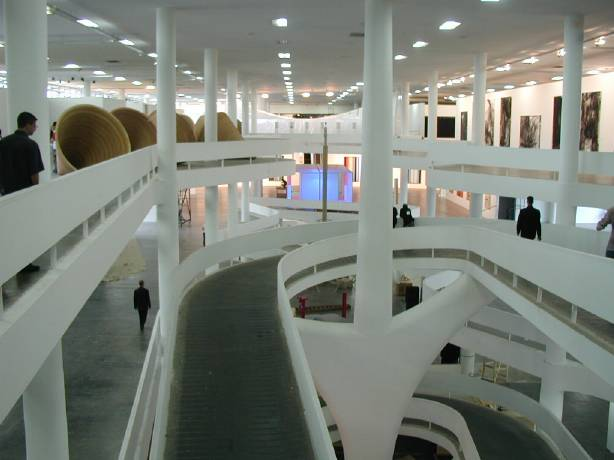
Международная биеннале искусства в Сан-Паулу

#### Международная биеннале искусства
Биеннале искусства в Сан-Паулу проводится каждые два года с 1951 года, когда она была создана по образцу аналогичной Венецианской биеннале с целью ознакомления бразильцев с иностранным искусством; сейчас это событие значительно продвигает культурный диалог между Бразилией и другими культурами. 26-ю биеннале в 2004 году посетило около 2 млн человек.

#### Гей-парад
В Сан-Паулу проводится один из крупнейших гей-парадов в мире. Впервые организован в 1997 году, участие в нём принимают от 3 до 5 миллионов человек. Основная часть парада проходит на улице Авенида Паулиста, толпа собирается у художественного музея и несколько часов шествует по проспекту.

#### Неделя моды

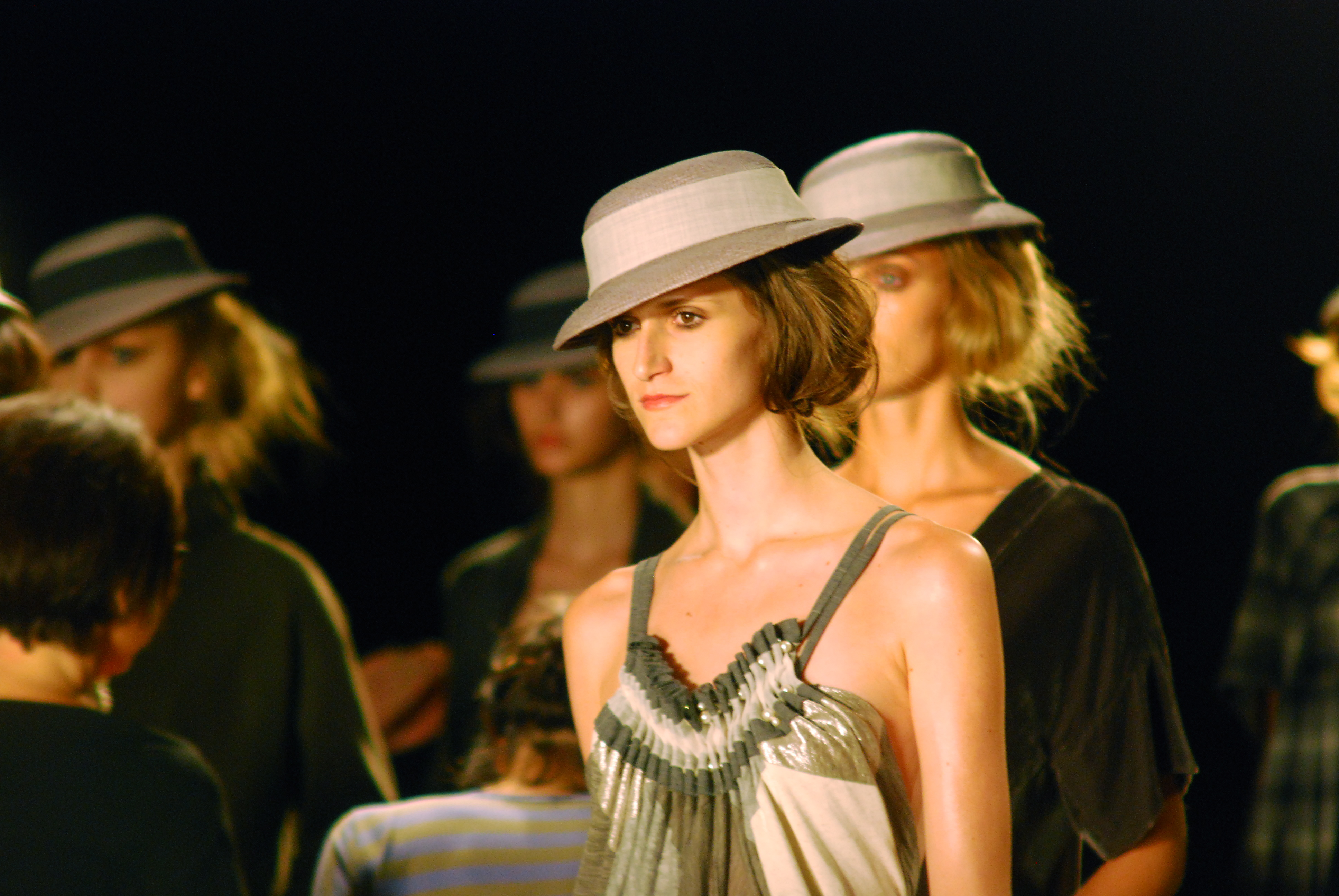
Неделя моды Сан-Паулу

Одной из главных недель моды в мире (наряду с лондонской, нью-йоркской, миланской и парижской) является Неделя моды Сан-Паулу (SPFW), которая проводится в парке Ибирапуэра. Это событие было основано в 1996 году под названием Morumbi Fashion Brasil, и является крупнейшим событием в мире моды Латинской Америки. В 2001 году было присвоено современное название. Бразильская индустрия моды уделяет большое внимание этому событию, здесь выступают топ-модели со всего мира.
SPFW был основан с целью приобщения бразильцев к миру моды, и сейчас стал очень популярным событием, добавляя к выставке книги, кулинарные блюда, и др. В 2007 году главной темой события была тема окружающей среды.

#### Марш во имя Иисуса
Марш во имя Иисуса является евангелистским парадом, который проводится на Corpus Christi в четверг ежегодно в районе Зона-Норте. Марш организуется Церковью возрождения во Христе (Igreja Renascer em Cristo), деноминацией Пятидесятников, созданной в 1980-е годы, чья популярность существенно возросла в начале 21 века. В 2006 году, по официальным оценкам, в марше приняло участие около 3 млн человек. Евангелисты из всех регионов Бразилии приезжают в Сан-Паулу ради марша, на нём выступают христианские музыкальные группы, на последнем марше — более 30.

#### Международный фестиваль электронного языка
Международный фестиваль электронного языка проводится некоммерческой культурной организацией, чьей целью является развитие искусства, технологий и научных исследований. Для этого проводятся выставки, дебаты, лекции и курсы, конференции.

#### Фестиваль электронного искусства
Каждые два года культурная ассоциация Videobrasil проводит «Международный фестиваль электронного искусства», привлекающий художников со всего мира в Сан-Паулу. Во время фестиваля проводятся выставки, культурные показы, в частности Интернет- и CD-искусства. Выставки искусства, дебаты и встречи продвигают новые идеи, предлагают новые направления современного искусства Бразилии. Во время фестиваля выставляются работы выдающихся мастеров отрасли. Бразильские пионеры, такие как Рафаэль Франса и Ольар Элетронико, также как и международные гости, выступают на этом событии. Каждое событие имеет главную тему.

## Спорт

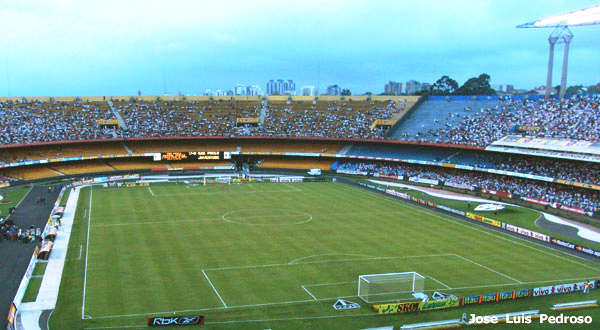
Стадион «Морумби»

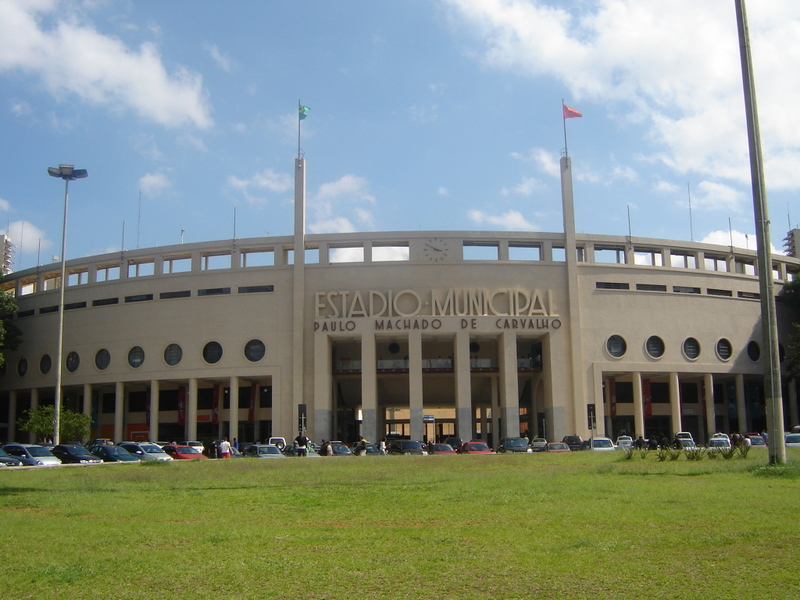
Стадион «Пакаэмбу»

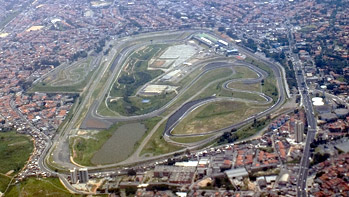
Автодром имени Жозе Карлуса Пасе, на котором проводится Гран-при Бразилии.

Как и в остальных городах Бразилии, футбол в Сан-Паулу является самым популярным видом спорта. Самыми известными командами города являются «Сан-Паулу», «Коринтианс» и «Палмейрас». В городе также играют ещё три менее известные команды, а также «Сантос», в соседнем городе Сантус.
Широко известен стадион «Пакаэмбу», где часто выступал знаменитый Пеле — «король бразильского футбола». Кроме того, в городе есть крупнейший в мире стадион, принадлежащий одному клубу — «Морумби» — который вмещает 150 000 зрителей (второй показатель после «Мараканы»), стадион «Сан-Паулу».
| Клуб                | Лига                         | Стадион                                   | Основан |
| ------------------- | ---------------------------- | ----------------------------------------- | ------- |
| Сан-Паулу           | Серия A                      | «Морумби» (80 000, рекорд — 138 032)      | 1930    |
| Коринтианс          | Серия A                      | «Арена Коринтианс» (48 000)               | 1910    |
| Палмейрас           | Серия A                      | «Альянц Парк» (43 700)                    | 1914    |
| Португеза Деспортос | Серия C                      | «Канинде» (19 717, рекорд — 25 000)       | 1920    |
| Жувентус            | Второй региональный дивизион | «Руа-Жавари» (2730, рекорд — 9000)        | 1924    |
| Насиональ-Атлетико  | Третий региональный дивизион | «Николау Алайона» (9650, рекорд — 22 000) | 1919    |

Большое внимание поклонников автоспорта уделено трассе «Интерлагос», автодрому имени Жозе Карлуса Пасе, в пригороде Сан-Паулу. Трек Интерлагос был построен в 1939—1940 годах, полная реконструкция была в 1990 году Трек обладает интересной особенностью — движение по треку происходит против часовой стрелки. До 2009 года гран-при Бразилии обычно завершал чемпионат мира по автогонкам в классе Формула-1.
В городе расположен Университет Анемби Морумби — первый бразильский университет, который начал выдавать дипломы по дизайну игр.

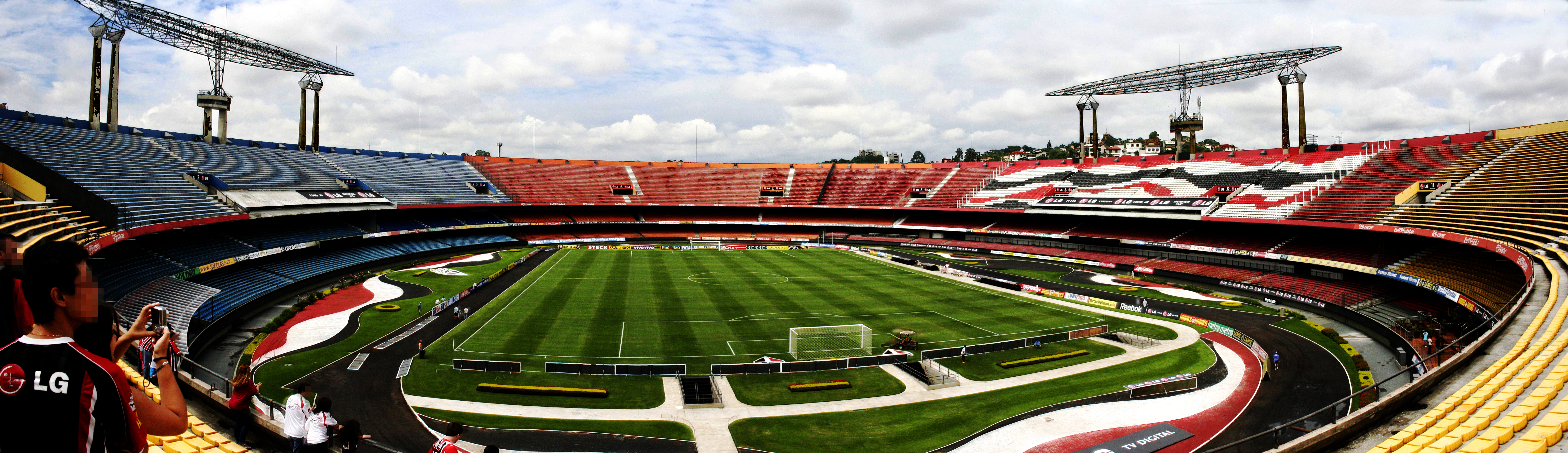
Стадион Морумби

## Проблемы города

Карта районов города по ИРЧП, согласно Муниципальному атласу Сан-Паулу, 2007 год.

С самого начала XX столетия Сан-Паулу был экономическим центром Бразилии. Из-за мировых войн и Великой депрессии объём поставок кофе в США и Европу существенно снизился, что привело к тому, что кофейные магнаты начали инвестировать деньги в промышленность. В результате Сан-Паулу стал важнейшим промышленным центром страны.
Появление большого количества новых рабочих мест способствовало сильному притоку иммигрантов
из других регионов страны, в особенности из северных штатов.
Из города с населением около 32 000 жителей в 1880 году Сан-Паулу превратился в город с 250 000 жителей в 1900, 1 800 000 в 1940, 4 750 000 в 1960 и 8 700 000 в 1980.
Такой быстрый рост вызвал много проблем в городе.

### Дефицит жилья и опустошение центральных районов

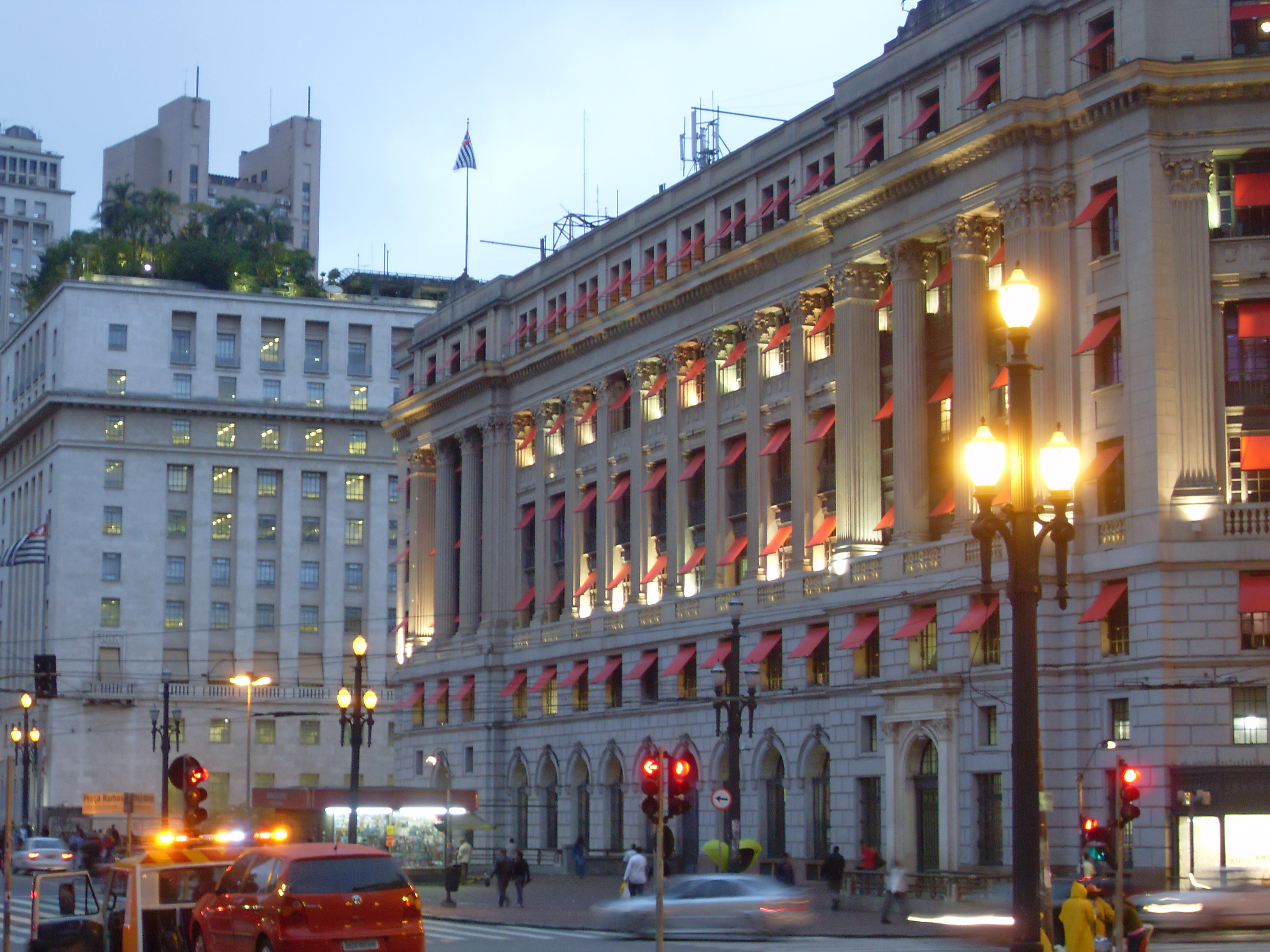
Центр Сан-Паулу с постройками Shopping Light и Зданием Матараззу

Согласно данным переписи населения 2000 года, проведённой IBGE, SEADE и другими организациями в период 2000—2004 годов, муниципалитет чувствовал нехватку около 800 тыс. единиц жилья, что соответствует жилому фонду города с населением в 3 млн жителей: это число соответствует населению трущоб (фавел) и перенаселённых многоквартирных домов. Такой дефицит соответствует примерно 10 % дефицита жилья в стране (по оценкам, он составляет 8 млн единиц жилья). В 2006 году из около 1 523 км² площади муниципалитета, 31 км² занимали более 2 тыс. фавел.
Одновременно с проблемой дефицита жилья данные IBGE и SEADE также указывают на то, что в центральных традиционных районах города и его юго-восточных районах происходит отток населения, достигающий 5 % в год.

### Пространственная и социальная сегрегация

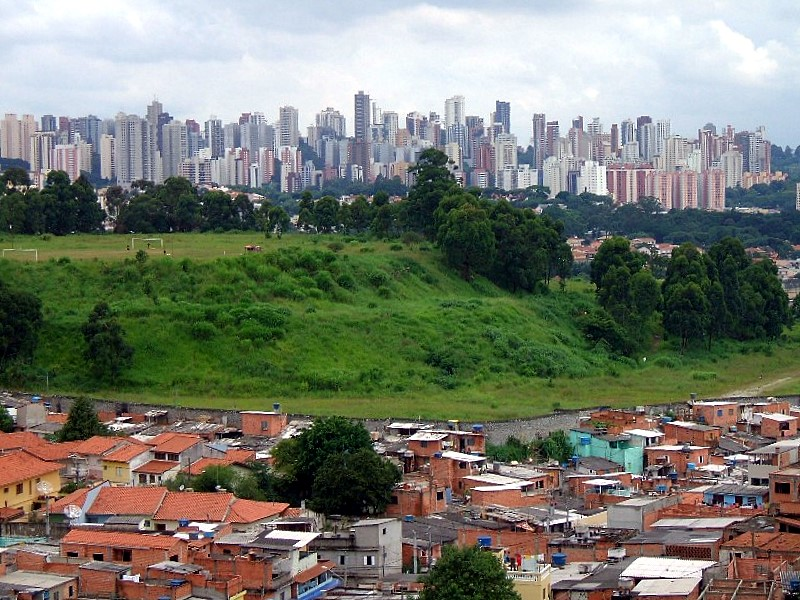
Фавела и многоэтажные дома в округе Вила-Сониа

Город Сан-Паулу также страдает от значительной пространственно-социальной сегрегации, а решение этой проблемы остаётся постоянной темой дебатов между специалистами. Многие исследователи демографии города указывают на то, что районы между реками Пиньейрус, Тиете и Тамандуатеи, которым префектура исторически оказывала значительное внимание с точки зрения планирования и в которые направлялось большинство инвестиций, сейчас являются районами с наилучшими социальными показателями в городе. Эти районы сейчас имеют одну из самых маленьких в городе плотностей населения, хотя и имеют развитые инфраструктуру и систему социальных услуг. Только такие районы, как Ибирапуэра, Кампу-Белу, Вила-Нова-Консейсан, Вила-Олимпия, имеют значительный прирост населения. Бедное население, не имея возможности платить за жизнь в других районах, вынуждено селиться на окраинах города, практически лишённых инфраструктуры. Следует отметить, однако, что даже в районах, ограниченных этими реками, существуют районы социальных изгоев, таких как фавела Элиополис. Кроме того, также существуют развитые районы за пределами рек: Морумби, Жардин-Аналия-Франко, Татуапе и Серра-да-Кантарейра.

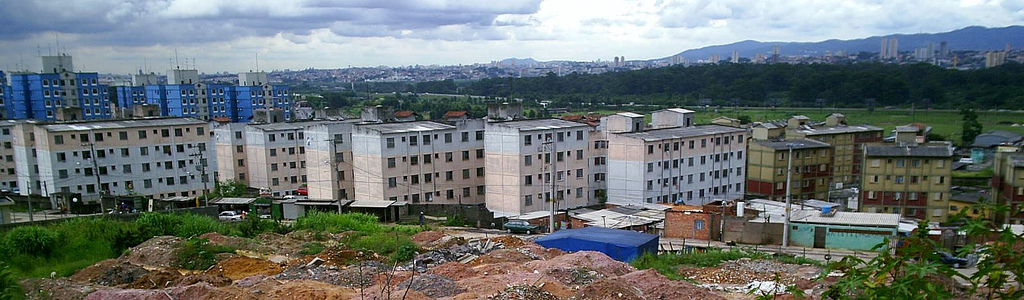
Жилой район в Сан-Паулу

Кроме сегрегации по принципу центр-периферия, что отчасти объясняет социальную сегрегацию, заметно разделение в одних и тех же районах, например в Морумби, где рядом сосуществуют престижные районы и фавелы. Это явление возникло из-за особенных моментов истории планирования города: последним было превращение проспекта Беррини в деловой район. Одной особенностью этого преобразования является то, что район проспекта Беррини был довольно малонаселённым, из-за нездоровой местности у реки Пиньейрус. Из-за этого жители предпочитали селиться дальше от реки, в районе Бруклина. Заселение района проспекта Беррини произошло в результате значительных инвестиций для строительства офисных зданий, которые существенно изменили облик района.

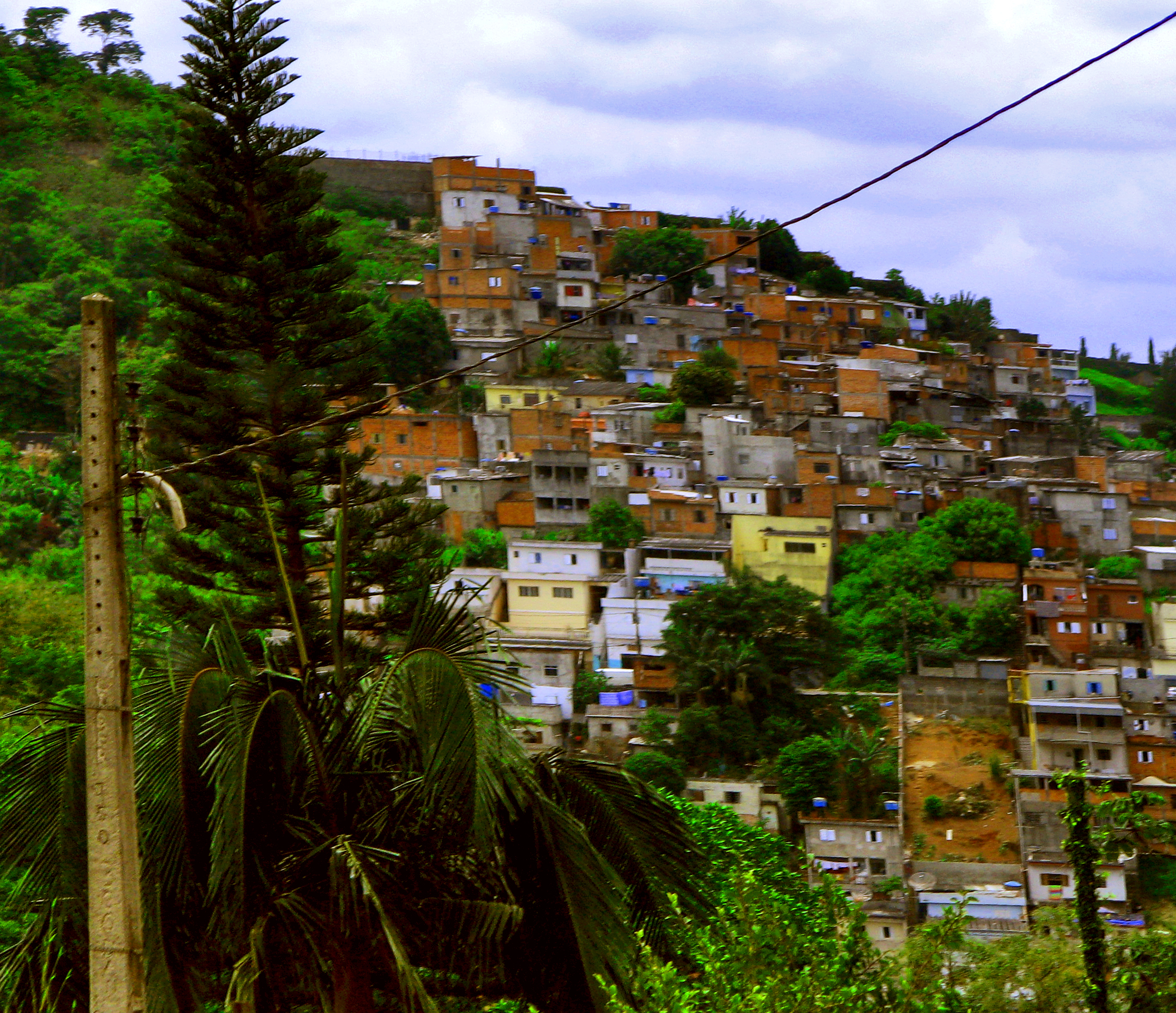
Фавела

В последние два десятилетия участились случаи обновления, или джентрификации, непривлекательных районов, особенно в период правления Жозе Серры и Жилберту Кассаба. Примером служит перестройка района Нова-Луз.
Из-за растущей деградации центральных районов города распространились процессы деурбанизации, реквалификации и ревитализации районов города. Районы, такие как Капан-Редонда, расположенные рядом с центром и в которых существовал недостаток инфраструктуры, исторически привлекали бедное население, но сейчас испытывают значительный экономический подъём. Сейчас они стали центрами инвестиций в коммерцию и инфраструктуру.
Некоторые исследования указывают на большой экономический подъём 1970-х годов (известный как «экономическое чудо»), который привлёк новых мигрантов в город, преимущественно с Северо-Востока; это несколько смягчило проблемы сегрегации.

### Транспортные проблемы

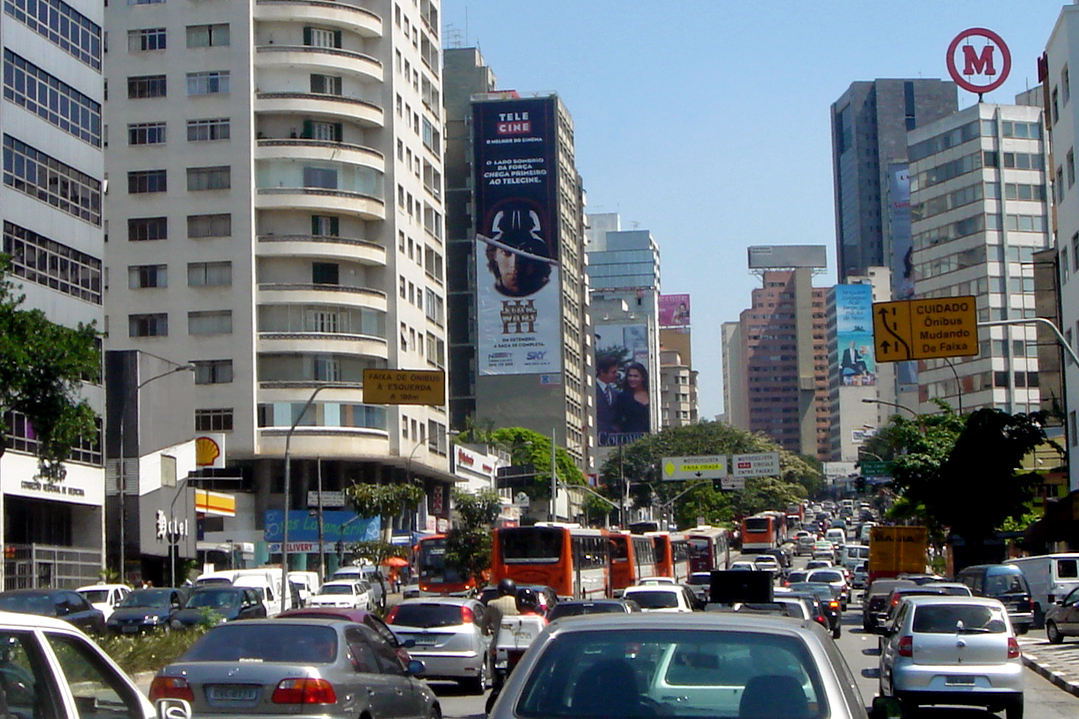
Дорожный затор на улице Консоласан

Жители города Сан-Паулу владеют примерно 6 млн автомобилей. В результате в городе часто возникают дорожные пробки в течение часов пик. Начиная с 1996 года префектура провела ряд мероприятий с целью улучшения транспортных условий, в частности по улучшению дорог, ограничению числа имеющихся стоянок в центре города и принуждению грузовиков двигаться вокруг города. Однако пробки остаются большой проблемой, и в марте 2008 года был зафиксирован рекордный затор длиной в 266 км.
Сегодня в целях улучшения транспортных условий правительство инвестирует значительные средства в развитие системы метро и пригородных поездов CPTM, открытие автобусных маршрутов, расширение шоссе Маржинал-Тиете и Маржинал-Пиньейрус, сооружение кольцевой дороги и введение платы за проезд.

### Преступность
Индексы преступности и насилия в городе остаются очень высокими[обновить данные], особенно в периферийных районах и соседних муниципалитетах. Среди столиц штатов, по состоянию на 2006 год, он является четвёртым из самых криминальных, выше только города Боа-Виста, Палмас и Натал[обновить данные]. Число убийств на душу населения в городе (23,7 на 100 тыс. в год)[обновить данные] также меньше, чем в других крупных городах страны, такие как Ресифи (90,9), Куритиба (49,3), Белу-Оризонти (49, 2) и Рио-де-Жанейро (37,7)[обновить данные]. Более того, индексы преступности продолжают непрерывно снижаться в течение последних 8 лет[обновить данные]. Так, число убийств снизилось в 2007 году на 63 % по сравнению с 1999 годом[обновить данные].
Число убийств в год[обновить данные]

### Чёрный рынок и торговля пиратской продукцией

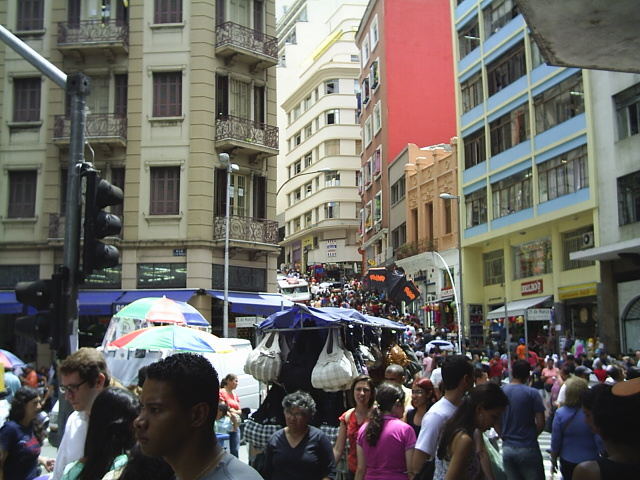
Ул. 25 марта — центр торговли пиратской продукцией города

Город Сан-Паулу известен как центр торговли контрабандной, пиратской и фальсифицированной продукцией[обновить данные], прежде всего такая торговля осуществляется в нескольких районах в центре города, таких как улица 25 марта, ул. Санта-Ифижения и районах возле станций метро. Здесь можно купить пиратские версии программного обеспечения, фильмов и альбомов на CD и DVD[обновить данные], или разнообразные аксессуары и предметы одежды, такие как сумки и футболки, являющихся подделками изделий известных международных компаний. В последние годы пиратская торговля, однако, начала снижать объёмы[обновить данные].

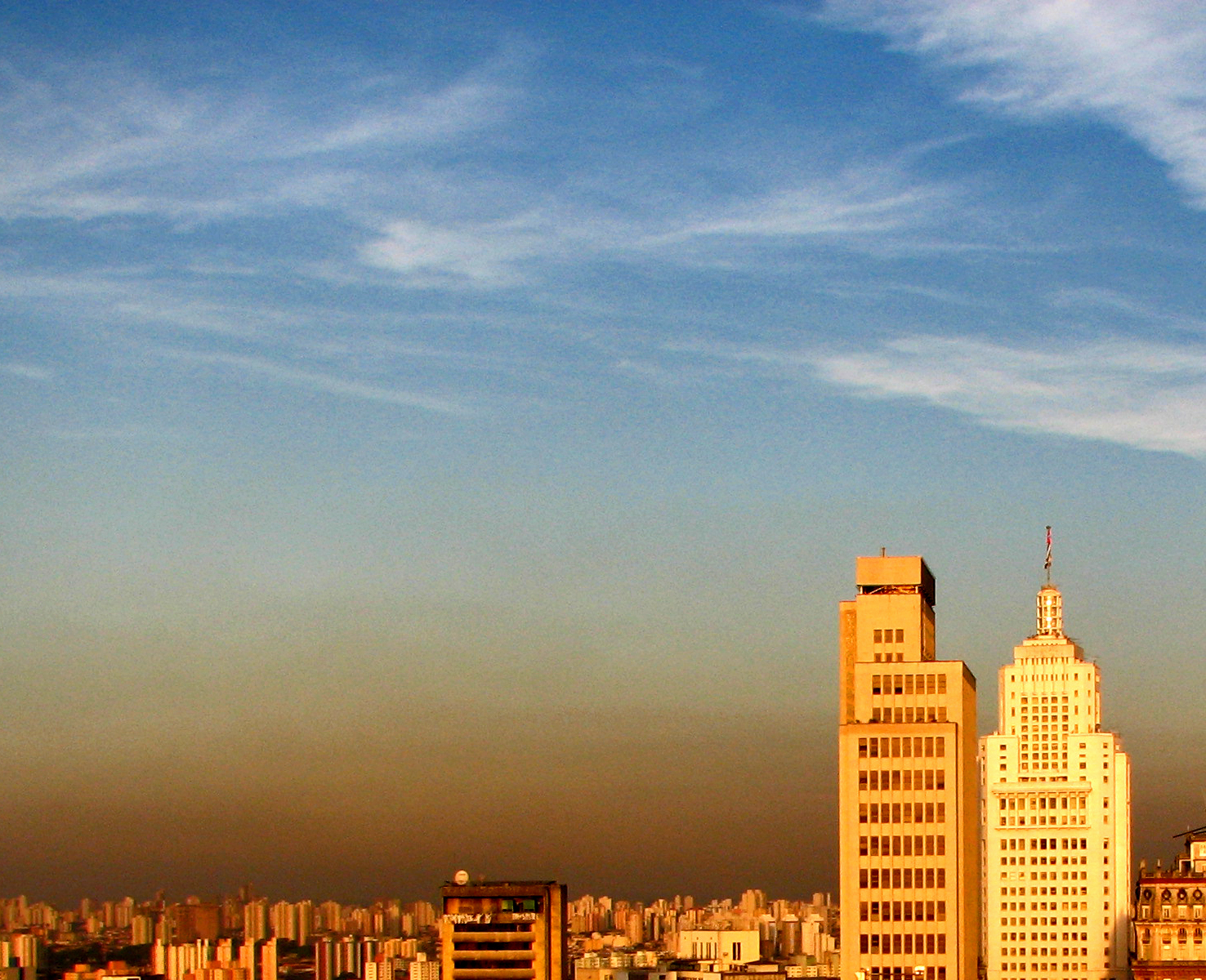
Смог на линии горизонта в городе на фоне зданий Алтин Арантиса и Банка Бразилии

### Загрязнение окружающей среды
Загрязнение воздуха в городе является большой проблемой, прежде всего за счёт большого количества автомобилей в городе.
Город также страдает от загрязнения источников воды, в частности его главных рек, Тиете и Пиньейрусы. Сейчас на реке Тиете проводится программа очистки, которая проходит уже несколько лет. Кроме плохого качества воды, процесс урбанизации в последние десятилетия вызвал большой спектр проблем, особенно в центральных и новых районах, жителям которых трудно получить воду из источников вне города. Кроме того, в этих районах индивидуальный транспорт преобладает над общественным, что приводит к повышенному уровню загрязнения окружающей среды. Проблема поставки воды в городе и всей агломерации является важной причиной опасений правительства муниципалитета: Сан-Паулу не имеет крупных источников воды в окружающих районах, что требует её поставки из удалённых регионов. Проблема загрязнения воды особенно важна из-за экспансии города, что увеличивает тяжесть снабжения более бедных районов на периферии.

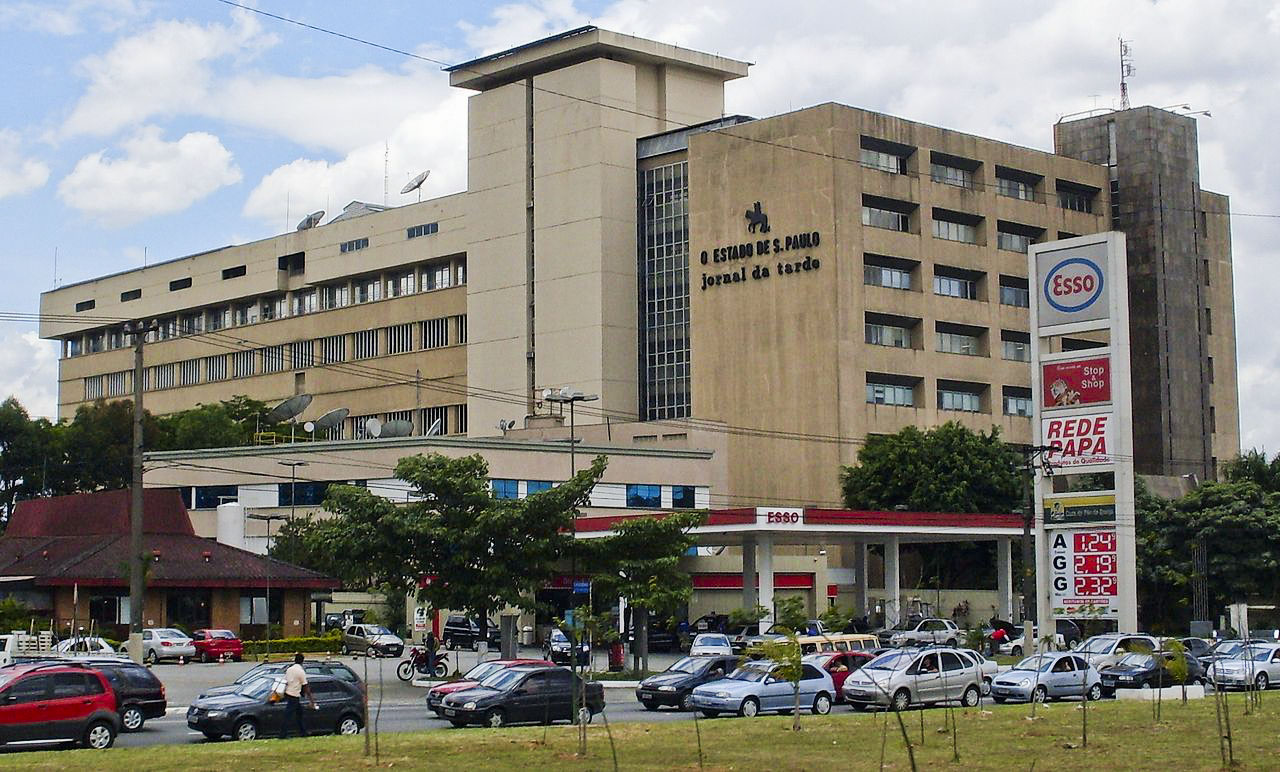
Штаб-квартира газеты «Эстаду ди Сан-Паулу»

## Газеты
- «Фолья ди Сан-Паулу»[105]
- «Эстаду ди Сан-Паулу»